# Gioachino Rossini
Gioachino Antonio Rossini (Pesaro, 1792. február 29. – Párizs, 1868. november 13.) olasz zeneszerző. A bolognai zenei líceumban tanult gordonkázni, később zongorázni. Csupán tizennyolc éves volt, amikor Velencében bemutatták egyfelvonásos vígoperáját (A házassági kötelezvény). Hírnevet az 1813-ban komponált művével, a Tankréddal szerzett magának, ezek után sikeresen meghódította a milánói, a római és a nápolyi operaházakat is. Életének második felében Párizsban telepedett le, ahol a Théâtre-Italien igazgatójaként az olasz opera népszerűsítésével foglalkozott, valamint a fiatal zeneszerzők (mint Vincenzo Bellini) támogatásával.
A bécsi klasszicizmus nagy híve volt, Mozart és Haydn hatása erősen érződik operáin. Művészi pályafutását könnyed, nápolyi stílusú vígoperákkal kezdte, és fokozatosan jutott el a francia nagyoperáig. Ebben a műfajban munkássága a Tell Vilmosban teljesedik ki. Operái közül A sevillai borbély és a Hamupipőke a legismertebb. A mintegy negyven opera mellett számos egyházi és kamaraművet is írt. Korának legbefolyásosabb zeneszerzői közé tartozott, a bel canto úttörőjeként tartják számon. Szülővárosa után gyakran illetik a pesarói hattyú fantázianévvel.

## Élete és pályafutása

### Gyermekévei
Rossini 1792. február 29-én született egy kis adriai kikötővárosban, Pesaróban. Apja, Giuseppe Rossini Lugóból származott, és meglehetősen büszke volt származására, mivel egyik őse a ferrarai herceg udvarában nagykövetként tevékenykedett. A család címerének főalakja egy rózsán ülő csalogány volt. Giuseppe Rossini 31 évesen, 1790-ben költözött Pesaróba, ahol egyszerre volt városi trombitás és a helybéli színház kürtművésze. Megnyerő modora és jókedve miatt mindenki Vivazzának szólította. Pesaróban ismerkedett meg feleségével, Anna Guidarinivel, a helybéli pékmester lányával. Anna varrónőként kereste kenyerét, és sokan a város legcsinosabb és legvidámabb lányának tartották.
A Rossini-család évei nyugalomban teltek, amíg a francia forradalom eszméi és Napóleon katonai sikereinek hírei be nem szivárogtak az olasz köztudatba. Vivazza kiemelkedő szerepet vállalt a republikánus mozgalomban, titkos gyűléseken és összeesküvésekben vett részt, és 1797. február 5-én ő fogadta a várost megszálló francia csapatokat. Alig egy hónap múlva, a tolentinói béke megkötése után, Pesaro visszakerült a pápai államhoz, és Vivazzát elbocsátották állásából. Egy héttel később csatlakozott a pesarói hazafiakhoz, akikkel karöltve egyetlen éjszaka alatt sikerült megszerezniük a várost; új önkormányzatot alapítottak és kikiáltották a város csatlakozását a napóleoni Ciszalpin Köztársasághoz. Vivazza azonban korán rájött, hogy a politikai hangulat rendkívül változó, és kénytelen lesz családja számára biztos megélhetést biztosítani. Ezért kürtjátékára összpontosított, és elhatározta, hogy beszervezi maga mellé énekesnőnek feleségét, Annát. A házaspár elhagyta Pesarót, és vándorszínészként bejárták Itália nagyobb városait. 1799-ben, amikor a franciákat kiverték a pápai államból, a fő támogatójuknak tekintett Vivazzát börtönbe vetették, ahonnan csak 1800-ban szabadult. Városi trombitás hivatalát nem kapta vissza, így kénytelen volt vándorszínész és -zenész életét folytatni.
E viszontagságos évek alatt a fiatal Gioachinót Pesaróban nagynénje és nagyanyja nevelte. Próbálták tanítani, de az ifjú Gioachino gyermekéveinek nagy részét csínytevésekkel töltötte – a templomokban elkövetett rossz tréfái már-már a szentségtörés határát súrolták. A szülők büntetésül beadták inasnak egy kovácsmester mellé. Nevelését latin- és zongoraleckék egészítették ki, de igen csekély eredménnyel. Első zongoraleckéit egy bizonyos Prinettitől kapta, aki a szerző visszaemlékezései szerint a zongora mellett az italfogyasztás technikáival is megismertette őt. Rossini egyik hosszú éveken át fennmaradt szokása volt, hogy ritkán aludt ágyban. Ahol éppen ráesteledett, beburkolózott kabátjába, és ha kellett, akár a bolognai árkádok alatt is képes volt átaludni az éjszakát.
1802-ben a Rossini-család visszaköltözött Lugóba, és a fiatal Gioachinót ismét inasnak adták be a helyi kovácsmesterhez, de ezúttal már eredményesebben, ami elsősorban annak volt köszönhető, hogy anyja jóval többet foglalkozott vele. Élete végéig imádta anyját, akit a világ legszeretetreméltóbb jelenségének tartott. Apja megtanította kürtön játszani.
A fiatal Gioachino egy don Giuseppe Malerbi nevű paptól kapott hasznos, bár nem rendszeres zongoraleckéket. A pap, aki idejekorán felfedezte növendékének tehetségét, tekintélyes szerepet játszott Rossini zenei ízlésének alakulásában, hiszen nagy csodálója volt Haydn és Mozart művészetének.

### Bolognai évek

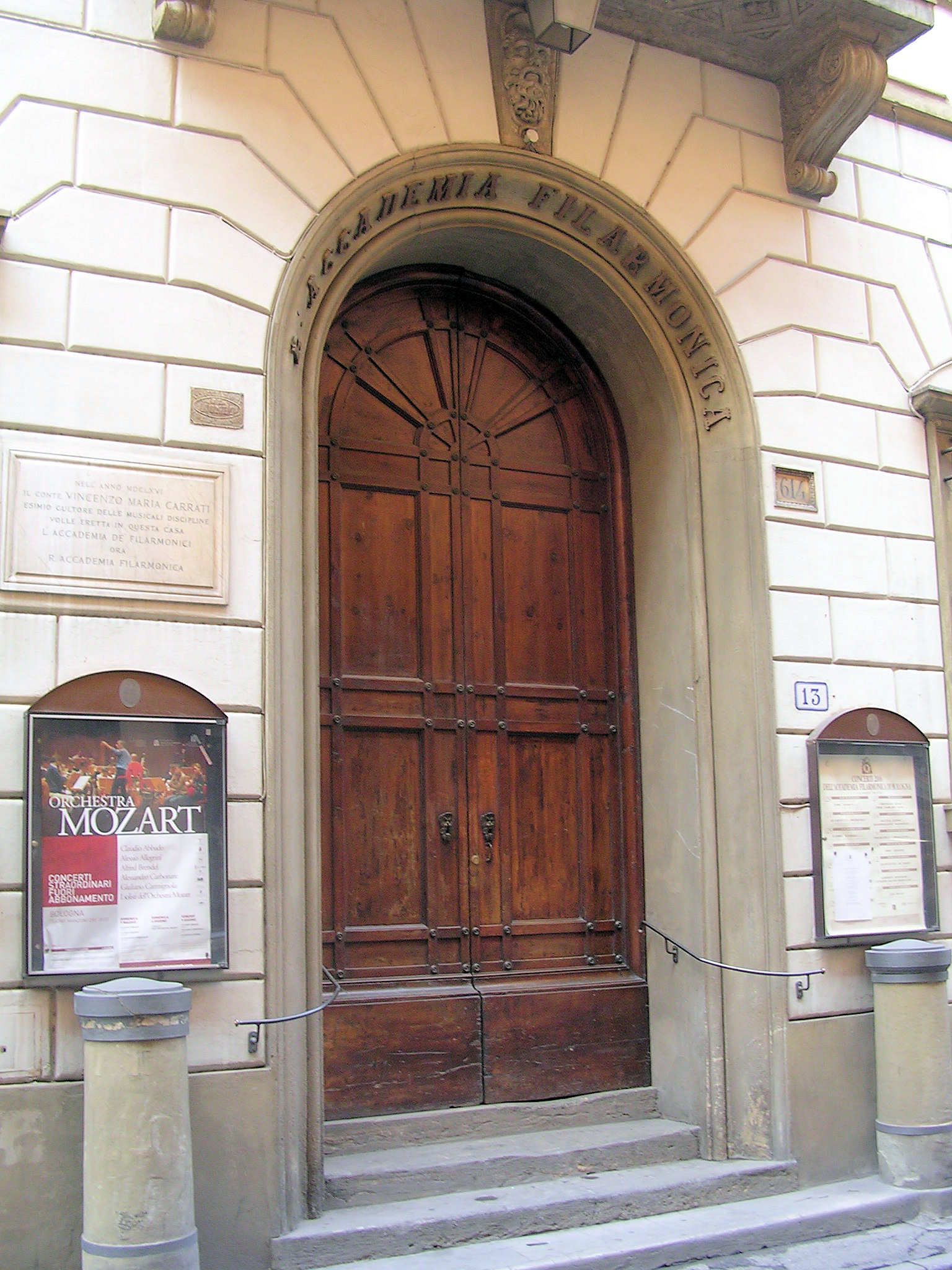
A bolognai zeneakadémia bejárata

A Rossini család 1804-ben Bolognába költözött, ahol az ifjú Gioachinót beíratták a híres Accademia dei Concordiba, amely a klasszikus zene, elsősorban Haydn zenéjének művelését tekintette elsődleges feladatának. Mestere Angelo Tesei volt, aki hegedűre oktatta. Ezenkívül tanult énekelni és zongorázni is, és csakhamar elérte, hogy mindkét képességéből gyakorlati hasznot is húzzon. Tizennégy évesen már a környékbeli színházakban segédkezett karvezetőként és recitativók kísérőjeként. A fellépéseiből származó tiszteletdíjat mindig átadta anyjának, aki ekkorra visszavonult az énekléstől, mert hangja megromlott. Nagy sikereket ért el énekesként is: rendszeresen énekelt templomokban és a bolognai színházban is. Különleges tehetségének köszönhetően tizennégy éves és négy hónapos korában az Accademia dei Filarmonici tagja lett, sőt, a szokásos felvételi díjat sem kellett befizetnie. Rossini ekkorra belátta, hogy ha meg akarja alapozni jövőjét, tovább kell tanulnia.
1806-ban a bolognai Liceo Musicaléban gordonkázni tanult, majd az év vége felé elkezdett komponálni is. A következő évben felvette tanulmányai közé az ellenpontot is, ami minden operaszerző számára kötelező volt. Zeneszerzőként első próbálkozása a Se il vuol la Molinara című buffo-ária volt, valamint komponált néhány kürtduót, amiket apjával adott elő.
Fontos szerepet játszott életében a Mombelli család. Domenico Mombelli Európa-szerte híres tenorista, felesége, Vincenzina Vignano egy híres balettmester lánya volt. Két lányuk volt: Marianna és Ester. Mombelli egy kis vándortársulatot alapított feleségével, lányaival és egy basszistával. Repertoárjukat képességeikhez igazították: Marianna alakította a nadrágszerepeket, Ester volt a primadonna. Rossini későbbi éveiben is szívesen mesélt arról, miként ismerkedett meg a Mombelliekkel. Egy este Mombelliék a bolognai színházban játszottak. Egy dáma megkérte a fiatal Rossinit, hogy szerezze meg a darab egyik áriájának kottamásolatát. Mombelli elutasította a fiú kérését, mire ő mérgesen közölte vele, hogy csakazértis hozzájut a másolathoz. Még aznap este elment az előadásra, majd emlékezetből leírta a teljes zongorakivonatot, amit aztán megmutatott Mombellinek is. A tenorista nem akarta elhinni Rossini történetét, mondván, hogy bizonyosan elcsente tőle a kivonatot. „Rendben van – válaszolta a fiú – majd elmegyek még kétszer az előadásra és leírom az egész partitúrát!”. Mombellinek megtetszett a fiú szemtelensége, és nyomban barátjává fogadta. Nem sokkal később megkérte, hogy írjon csapata számára egy kis operát.
A Liceo Musicaléban ellenponttanára Padre Mattei volt, egy rendkívül introvertált személyiség, akinek sokszor nehezére esett, hogy elmagyarázza tanítványának a hibákat, inkább szótlanul kijavította őket. Mégis ő volt az, aki igazán megszerettette Rossinival Haydn zenéjét, és így a fiatal zeneszerzőt az iskolában mindenki „Il Tedeschinóként” (A kis német) emlegette.
Időközben több kisebb megbízást is kapott, de akadémikus képzettségét csak 1808 augusztusában ismerték el, amikor felkérték egy kantáta megírására, és azzal megpályázhatta a Liceo nagydíját. Az Il pianto d'Armonia sulla morte d'Orfeo (A Harmónia panasza Orpheusz halálakor) című mű el is nyerte a fődíjat, csak Rossini nem volt vele elégedett, ezért később egyetlen más művében sem használta fel ennek zenéjét.
Rossini 1810-ben kénytelen volt abbahagyni tanulmányait, mert családja elszegényedett és nyomorúságos helyzetbe jutott. Az anekdoták szerint megkérdezte tanárát, az öreg Matteit, hogy ellenponttudása elegendő-e egy opera megírására, és amikor igenlő választ kapott, egyszerűen kisétált az intézet kapuján. Valójában azért távozott, hogy segítsen családján.

### Az első opera

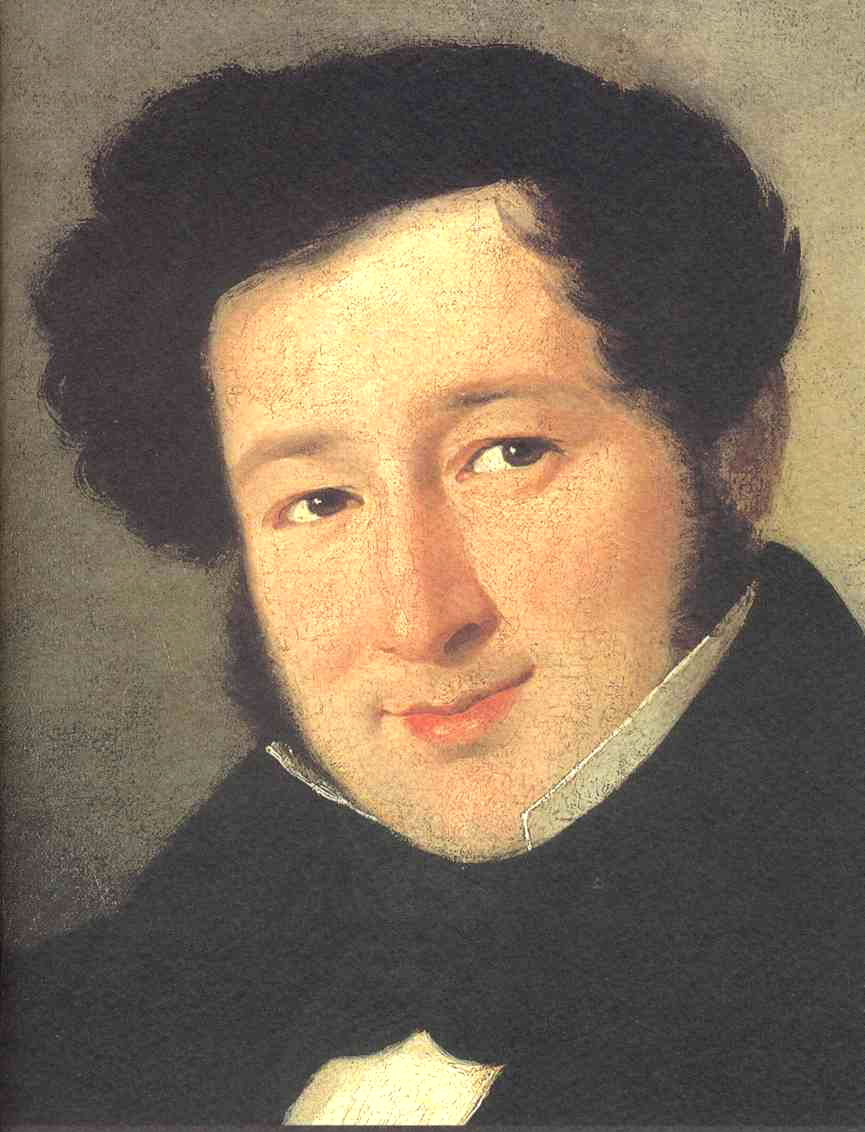
A fiatal Rossini

A Rossini család jó barátságban volt a Morandi házaspárral, akik kisebb operaházakban énekeltek. Anna Rossini gyakran mesélt fia tehetségéről Morandinak. Amikor a házaspár 1810-ben a velencei San Mosè-színházhoz került, alkalmuk nyílt, hogy segítsenek barátaikon, és beajánlották a fiatal zeneszerzőt Cavalli márkinak, a színház impresszáriójának. Cavalli már ismerte Rossinit, hiszen feleségével, a primadonna Adelaide Carpanóval dolgozott egy ideig a sinigagliai színháznál is, ahol Rossini besegített zongorázni. Az impresszárió levélben felkérte Rossinit, hogy utazzon Velencébe.
Velencében Rossini kézhez kapta a librettót, és azt néhány nap alatt meg is zenésítette. A címe A házassági kötelezvény (La cambiale di matrimonio) volt. A darab megírásához felhasználta egy, a Liceóban komponált nyitányát is. Rossininak nem is az opera megírásával voltak komolyabb gondjai, hanem a rendezéssel, hiszen az énekesek különféle feltételekhez kötötték fellépésüket, és ezek miatt szinte a teljes művet át kellett írnia. Morandi tanította meg Rossinit arra, hogyan csillapítsa az előadókat, hogyan találja meg az arany középutat művészi koncepciója és az énekesek érdekei között. A darabot 1810. november 3-án mutatták be – határozott sikerrel. Bár librettóját ötlettelennek tartották, zenéjéből pedig hiányolták az eredetiséget – azt a klasszikus stílusjegyek ötvözeteként írták le – legjellemzőbb vonásainak, a vidámságnak és jókedvnek köszönhetően mégis elindította Rossinit az operaszerző pályán.

### Kezdeti sikerek
Rossini az 1811-es évet Bolognában töltötte, ahol La morte di Didone (Dido halála) címmel kantátát írt az egyik Mombelli lánynak, majd megírta második operáját, a Különös félreértést (L'equivoco stravagante). A darab, elsősorban a gyenge szövegkönyv miatt megbukott, Rossini pedig még a bolognai rendőrséggel is összetűzésbe került, mert az egyik próbán annyira felbőszítették a kórus hibái, hogy tettlegességre ragadtatta magát.
Következő felkérése ismét Velencéből érkezett, ahol 1812. január 8-án a San Mosè-színházban mutatták be harmadik operáját, a Szerencsés tévedést (L’inganno felice). Ez az egyfelvonásos volt Rossini első vitathatatlan sikere, amit jól bizonyít az is, hogy az 1812-es szezon után is műsoron maradt.
Rossini még Velencében volt, amikor kézhez kapta a Kürosz Babilóniában (Ciro in Babilonia) librettóját. Ezt a félig opera, félig oratórium művet nagyböjtre kellett elkészítenie a ferrarai herceg színháza számára. A március 14-én bemutatott darab néhány áriától eltekintve bukás volt, de érezhető volt benne Rossini technikájának fejlődése: ebben tűnt föl először a viharzene, amit a zeneszerző későbbi operáiban is előszeretettel alkalmazott.
Rossini visszatért Velencébe, ahol május 9-én mutatták be újabb vígoperáját, A selyemlétrát (La scala di seta). Az operát a közönség kedvezőtlenül fogadta, mivel zenéjét és librettóját Cimarosa Titkos házassága másolatának tekintették. Az opera ennek ellenére két hónapig repertoáron maradt és kétszer fel is újították, tehát mégsem volt igazi bukás. A selyemlétra nyitányát önálló zenekari műként napjainkban is gyakran játsszák.
Rossini ezek után Rómába ment, hogy segítsen a Mombelli-társulatnak. A Démétriusz és Polübiosz (Demetrio e Polibio) című operát mintegy öt évvel korábban, még Bolognában írta nekik, és a család elhatározta, hogy Rómában színre viszi a művet. Megkérték Rossinit, hogy segítsen a rendezésben és hangszerelésben. A darabot május 18-án mutatták be hatalmas sikerrel, ami egyrészt a zenének, másrészt a Mombelli lányok kiváló előadó tehetségének volt köszönhető.

### Az első milánói felkérés

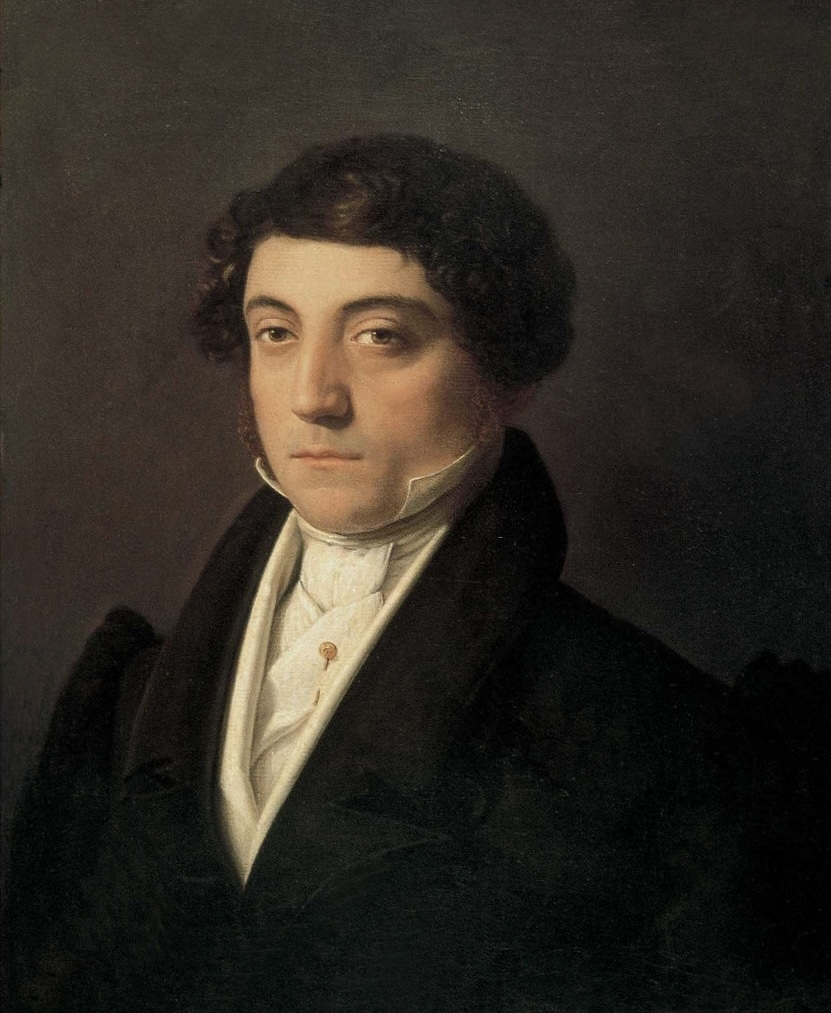
A fiatal Rossini

Rossini a harmad- és negyedrangú színházaktól fokozatosan lépett előbbre, de 1812-ig Itália egyetlen vezető operaházától sem kapott megbízást. Ekkor Marcolini, a híres primadonna beajánlotta a milánói La Scala-nak, és a színház szerződött vele egy kétfelvonásos operára, aminek szövegkönyvét a ház igazgatósága jelölte ki. Ez volt A szerelem próbája (La pietra del paragone), Rossini első igazán jelentős műve. Ennek nyitányában használta először kiterjedtebben azt a híres crescendo-hatást, amely később vitathatatlanul összekapcsolódott nevével. A darabot szeptember 26-án mutatták be: hatalmas sikert aratott, és a szezonban még ötven előadást ért meg. A siker divatba hozta Rossinit, emellett megszabadította őt a kötelező katonai szolgálattól.
Következő felkérései ismét Velencéből érkeztek. A San Mosè-színház két vígoperát kért tőle, de a La Fenice is felkérte egy opera seria megírására. Az első vígoperát alig néhány nap alatt komponálta. Keletkezésének körülményei azonban érdekesek, hiszen a legendák szerint Rossini, hogy bosszút álljon a színház impresszárióján, amiért egy ilyen lehetetlen szövegkönyv megzenésítésével bízta meg, szántszándékkal telezsúfolta partitúráját mindenféle különc és oda nem illő megoldásokkal. A nyitányban előírta, hogy a második hegedűk a vonóval ütögessék a kottaállványt, mély hangokat írt a szopránnak, megoldhatatlan fioritúrákat a basszusnak, és a komikus cselekmény csúcspontján beiktatott egy gyászindulót. Az Alkalom szüli a tolvajt (L’occasione fa il ladro) november 24-én mutatták be, és bár kedvezően fogadták, mindössze öt előadást ért meg.
A másik vígoperát, az Bruschino úr (Il signor Bruschino) címűt 1813. január 27-én mutatták be. Az előadás bukás volt, de miután bő negyven évvel később, 1857-ben Rossini átdolgozta a zenéjét, Offenbach pedig a librettóját, a második, párizsi bemutatón hatalmas sikert aratott. Az opera azóta feledésbe merült, nyitányát azonban önálló zenekari műként napjainkban is gyakran játsszák.

### Velencei nagy sikerek
Rossini következő operáját már a híres La Fenice számára írta: a Tankréd-ot néhány nappal a Bruschino úr után, 1813. február 6-án mutatták be. A librettó Voltaire hasonló című tragédiát követte – ez az akkoriban nagyon népszerű lovagi-romantikus történetek egyike volt. Ebben az operában hallható Rossini talán egyetlen igazi szerelmes zenéje, amely elhatárolható az elegáns vagy éppen szenvedélyes dallamoktól. Ezt a híres áriát (Di tanti palpiti) a legendák szerint a bemutató előtt egy nappal írta meg. A zenekritikusok közül sokan ezt a darabot tartják Rossini legjobb művének az opera seria műfajában. A közönség kedvezően fogadta, az ária egy csapásra híres lett. Az opera mégis csak fokozatosan nyerte el a közönség teljes tetszését, és csak a harmadik előadáson játszották el teljes hosszában, mivel az első kettőt a primadonnák indiszponáltsága miatt le kellett rövidíteni.
Velencét azonban nem a Tankréd, hanem a május 22-én, a Teatro San Benedettóban bemutatott Olasz nő Algírban (L'italiana in Algeri) hódította meg. A szerző huszonnégy nap alatt írta meg addigi legjobb vígoperáját, aminek népszerűsége nem kis részben a jól szerkesztett librettónak is köszönhető. Fő jellemzője a spontaneitás, a frissesség, az egymást kihívó módon követő zeneszámok. Az elsöprő siker hatására Rossini nevét gyorsan megismerték Itália többi városában, majd egész Európában. A két opera diadala a hölgyek szemében is megnövelte Rossini népszerűségét. Állítólag egy neves primadonna még Lucien Bonaparte herceggel is szakított a kedvéért.

### Milánói balsikerek

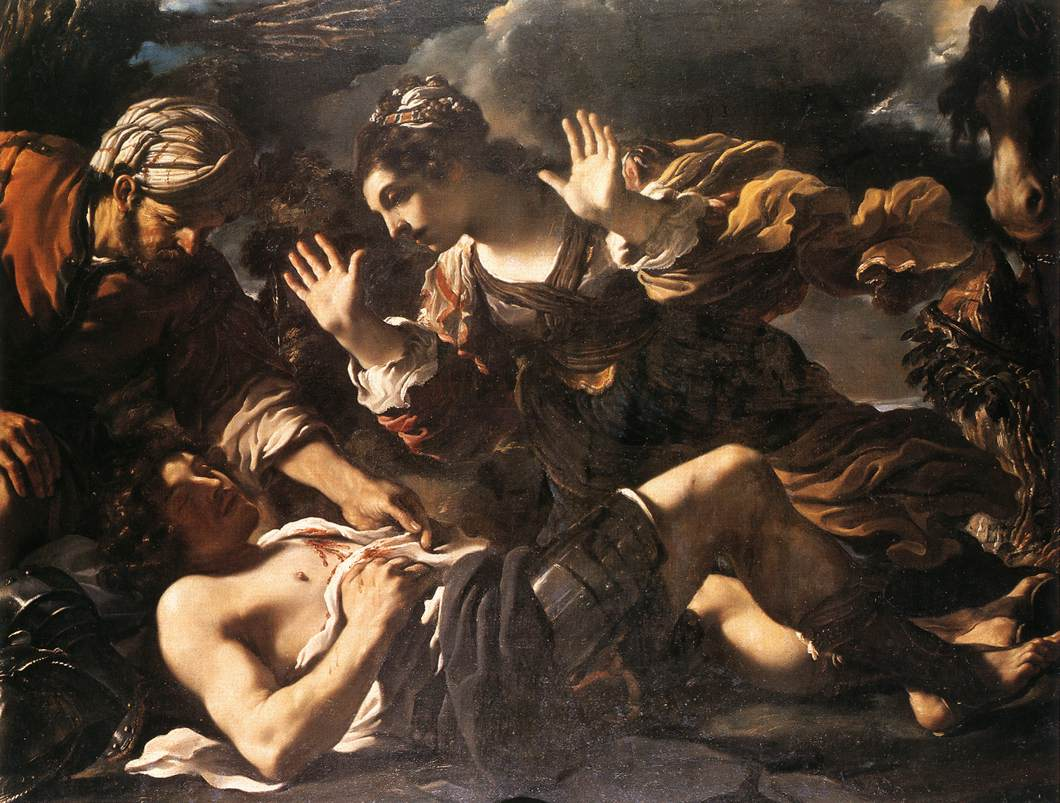
Tankréd halála (Guercino festménye)

Velencei sikerei ellenére Rossini úgy döntött, hogy visszatér Milánóba, ahol a La Scala két operára is szerződést kínált neki. Az elsőt Aurelianus Palmürában (Aureliano in Palmira) címmel 1813. december 26-án mutatták be. Érdekessége, hogy később ennek a darabnak a nyitányát használta fel A sevillai borbélynál. Az opera bukás volt – részben azért, mert a kijelölt tenor megbetegedett, részben Velluti, a híres férfi szoprán viselkedése miatt. Ő először énekelt Rossini-operában, és halálra gyötörte a szerzőt különféle ékesítési kérelmeivel, amelyek végül is felismerhetetlenné tették a darabot.
A másik opera, az 1814. augusztus 14-én bemutatott A török Itáliában (Il turco in Italia) kitűnő szereposztása ellenére még ennyire sem volt sikeres.
A két balsiker arra késztette a zeneszerzőt, hogy visszatérjen Velencébe, ahol a La Fenice 1814. december 26-án bemutatta a Zsigmond (Sigismondo) című darabját, ami azonban teljes kudarcot vallott, méghozzá nemcsak gyenge librettója, de szegényes zenéje miatt is.
A sorozatos balsikerek azonban nem kedvetlenítették el Rossinit. Már-már abnormális érzékenysége ellenére kirobbanó életkedve, vidám alaptermészete, rendkívül könnyed munkakészsége és barátkozó hajlama egyaránt szerepet játszott, hogy viszonylag közönyösen, beletörődő derűvel szemlélje az eseményeket, és ez ifjú éveiben megóvta őt a depressziótól.
Napóleon ebben az évben szökött meg Elba szigetéről és ismét átvette a hatalmat. A Bolognába bevonuló francia csapatokat az a Joachim Murat vezette, aki az olasz függetlenség élharcosának tekintette magát. A helybeli hazafiak – köztük Vivazza Rossini – arra kérték az ifjú zeneszerzőt, hogy zenésítse meg egy Giusti nevű mérnök Függetlenségi himnuszát. A himnuszt a helyi színházban adták elő, és a bemutatón frenetikus tapsvihar fogadta. Áprilisban azonban az osztrák csapatok visszatértek, és a hazafiak élete veszélybe került. A legendák szerint Rossini, aki azonnal felismerte, hogy ő is a fenyegetettek közé tartozik, a himnusz zenéjéhez egy I. Ferenc császárt dicsőítő szöveget írt, és ezt személyesen nyújtotta át az osztrák tábornoknak. Ezt a történetet Rossini mindvégig tagadta, azt állítva, a szóban forgó szöveget néhány hónappal később egy bizonyos Monti írta a zenéhez.

### Nápolyi bemutatkozás
Rossini számára felmentésként érkezett első nápolyi szerződése. Május 17-én utazott a délolasz nagyvárosba, ahol a zenei életet ketten uralták: Domenico Barbaja, a San Carlo operaház impresszáriója és a híres szoprán, Isabella Colbran. Rossini sikeréhez nagyban hozzájárult Colbran támogatása, ugyanis a nápolyiak általában tartózkodóan fogadták az idegen zeneszerzőket, büszkék voltak zenei hagyományaikra, magukat tekintették a zenei ízlés és tudás kizárólagos birtokosainak. Évtizedekkel később Verdinek is alkalma nyílt megtapasztalnia ezt a jelenséget.
Rossini első nápolyi operáját, az Angliai Erzsébet-et (Elisabetta, Regina d'Inghilterra) 1815. október 4-én mutatták be. Címszerepét természetesen Colbran alakította, a sikerét is részben neki köszönhette. A darab egy csapásra eloszlatta a nápolyiak Rossini iránti ellenséges érzéseit. Mivel Nápolyban kitűnő zenekar muzsikált, Rossini sokkal tökéletesebben kidolgozta a partitúrát, először látta el végig zenekari kísérettel az összes recitativót.
Novemberben Rómába utazott, ahol 1815. december 26-án, a Teatro Valléban mutatták be Torvaldo és Dorliska (Torvaldo e Dorliska) című darabját. Az opera hatalmas bukás volt, ám római tartózkodása alatt a Teatro Argentina impresszáriója egy új szerződést és szövegkönyvet ajánlott neki, A sevillai borbélyét.

### A sevillai borbély

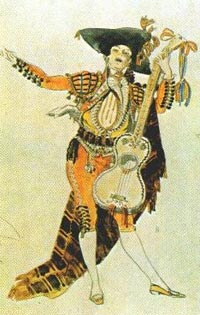
Figaro ábrázolása A sevillai borbélyból

Kétségkívül A sevillai borbély Rossini leghíresebb operája. Éppen ezért keletkezéséről rengeteg legenda és téves hiedelem forog közszájon. Az egyik ilyen tévhit, miszerint a pápai cenzúra beleavatkozott volna a téma kiválasztásába. A színház impresszáriója, Sforza-Cesarini rendelte meg a darabot, eredetileg a híres spanyol tenorista, García számára, aki azonban túlságosan közönségesnek tartotta a szövegkönyvet és visszautasította. A szövegkönyvet végül Rossini javaslatára Sterbini írta meg, tehát az eredeti szövegkönyv átírásához semmi köze nem volt a pápai cenzúrának.
Egy másik tévhit, miszerint levélben Paisiello beleegyezését kérte volna a téma újbóli megzenésítésére. Ez valószínűtlen, hiszen abban az időben gyakori volt, hogy egyazon szövegkönyvet többen is megzenésítettek. A sevillai borbély librettóját 1782 és 1816 között három német és egy francia zeneszerző (Nicholas Isouard) is megzenésítette.
A darabot, amit a szerző saját bevallása szerint mindössze tizenhárom nap alatt írt meg, 1816. február 20-án mutatták be. A bemutatót Paisiello hívei látványos bukássá tették, ugyanis az idős zeneszerző arra buzdította rajongóit, hogy hangosan pisszegjenek vagy kiáltozzanak a nézőtéren. A második előadás, amin a közönség már nyugodtan végighallgathatta a zenét, sikeres lett, de mivel szezon vége volt, a művet mindössze egy hétig játszották. Fogadtatását az is beárnyékolta, hogy a sajtó folyton összehasonlította Paisiello művével és Mozart Figaro házassága című operájával.
Amikor öt év múlva Rómában ismét bemutatták, a darab már Itália egyik kedvence volt.

### Három siker
Rossini távolléte alatt a nápolyi San Carlo operaház leégett, így amikor visszatért a városba, következő operájának, Az újságnak (La gazzetta) előadására a Teatro dei Fiorentinit jelölték ki. A darab bemutatóját többször is elhalasztották, végül szeptember 26-án mutatták be. A darab nagyot bukott, annak ellenére, hogy a főszerepet Colbran kisasszony játszotta. Mivel sértve érezte magát a bukás miatt, Rossini igen hamar megírta következő operáját, az Otellót, amit 1816. december 4-én mutattak be a Teatro del Fondóban. Ez Rossini egyik legjobban kidolgozott zenéjű és szövegkönyvű opera seriája, nem csoda hát, hogy a nápolyi közönség tapsviharral jutalmazta.
A két opera színre vitele után Rossini visszatért Rómába, ahol a Teatro della Valle igazgatója szerződtette a december 26-ai szezonnyitó előadásra. Különböző okok miatt azonban sem az igazgató, sem a zeneszerző nem tudta tartani a szerződésben vállalt határidőket. A témát csak karácsonykor választották ki, ekkor bízták meg Jacopo Ferettit, a színház librettistáját a Hamupipőke szövegkönyvének megírásával. A legendák szerint Feretti egyetlen éjszaka alatt megírta a librettót, amit ezek után Rossini huszonnégy nap alatt zenésített meg, így 1817. január 25-én végül bemutatták a Hamupipőkét. A közönség majdnem olyan ellenségesen fogadta a darabot, mint egy évvel korábban A sevillai borbélyt. Bár Rossinit elszomorította a kezdeti bukás, egy pillanatra sem kételkedett a mű sikerében. Szavai beigazolódtak, hiszen még a szezon vége előtt ez lett a legnépszerűbb darab Rómában. Egyediségét a mindenütt jelenlevő, elfogulatlan vidámság és zenei ötletek megdöbbentő gazdagsága adja. Érdekes mozzanatai a felvonások végére illesztett szextettek.
Mialatt a Hamupipőke Rómát hódította, Rossini Bolognába utazott, ahol meglátogatta szüleit, majd Milánóba ment, hiszen esedékessé vált egy korábbi szerződésében vállalt operájának színrevitele a Scalában. A városban bemutatott két utolsó operája megbukott ugyan, de a közízlés azóta alaposan megváltozott. Azok az emberek, akik büszkén hirdették szellemi felsőbbrendűségüket, elismerés helyett inkább előítélettel fogadták Rossini római és nápolyi sikereit, és a zeneszerző emiatt a szokásosnál is nagyobb gonddal választotta ki a librettót.
A Tolvaj szarkát (La gazza ladra) 1817. május 31-én mutatták be, és a helyi tudósítók szerint a milánóiak előítéletei egy pillanat alatt szertefoszlottak. A változatos hangvételű darab, amely egyszerre közvetített pátoszt, tragédiát, vidámságot és gyöngédséget, mindenki számára követhető és érthető volt.

### Vegyes sikerek időszaka

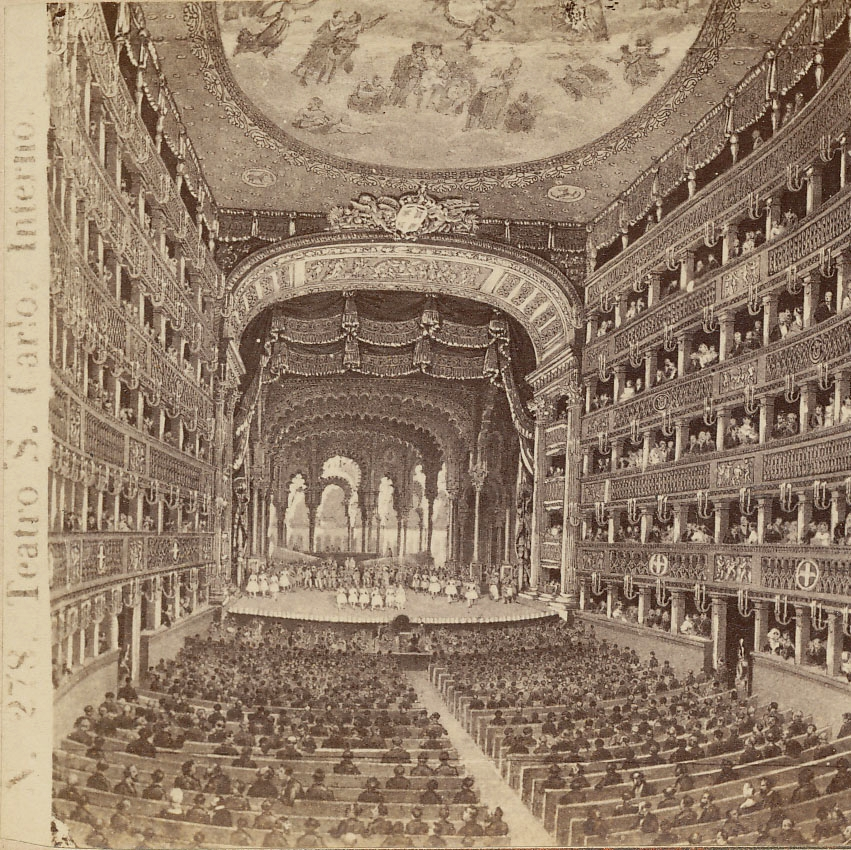
A nápolyi San Carlo operaház a 19. század közepén

Rossini életének következő időszakában, néhány kivételtől eltekintve, jelentéktelen operákat komponált. Miután A tolvaj szarka bemutatója után visszatért Nápolyba, új darabra kapott megbízást. Ez volt az Armida, amit 1817. november 17-én mutattak be az újjáépített San Carlo operaházban. Az operát a közönség nem túl lelkesen fogadta, és még a főszereplő Isabella Colbran sem tudta megmenteni a feledéstől.
1817-ben még egy operát írt, ezúttal a római Teatro Argentinának. Az Adelaide di Borgognát december 27-én mutatták be, és szintén bukás volt. Később Rossini maga is bevallotta, hogy tökéletes nemtörődömséggel dolgozott rajta. Számos betétet korábbi operáiból vett át – a művet alig két hét múlva levették a műsorról.
1818 januárjában Rossini visszatért Nápolyba. Hevesen ösztönözte a vágy, hogy elnyerje Isabella Colbran tetszését, és egyúttal hírnevét is megőrizze, tehát következő operáján igen komolyan dolgozott. Isabellának is szüksége volt sikerekre, hiszen hangja gyengült, és már kevesen nézték jó szemmel pozícióját a San Carlo operaháznál. Noha a királyi udvar rajongott érte, az egyre erősödő alkotmányos párt hívei ellenszenvvel bírálták. A zeneszerző népszerűsége is megcsappant, hiszen Németországból visszatért Francesco Morlacchi, akit a konzervatív muzsikusok dicsőítettek, míg Rossinit erőszakos forradalmárnak tekintették. A helyzetet orvosolandó Barbaja, az operaház impresszáriója, felkérte Andrea Leone Tottola librettistát a Mózes (Mózes Egyiptomban, Mosè in Egitto) című opera szövegkönyvének megírására. Tottola, hogy kiemelt szerephez juttassa Colbrant, a bibliai történethez egy szerelmi szálat is fűzött (a fáraó fia és egy zsidó lány románcát). A darabot hatalmas sikerrel mutatták be 1818. március 5-én. Az előadás, noha tragédiáról volt szó, megnevettette a közönséget. Az ötletes Tottola nem gondolta át, hogy mennyire nehéz lesz megjeleníteni a zsidók átkelését a Vörös-tengeren. Hogy a földszinti nézők is jól láthassák a katasztrófát, a tengert hat lábnyira kiemelték a színpadon, ami azt eredményezte, hogy a páholyokban és a karzaton ülők jól láthatták a hullámokat mozgató kisfiúkat. E látszólag megoldhatatlan probléma szülte nevetségnek köszönhetően született meg az opera leghíresebb zeneszáma, a Preghiera (ima). Az anekdota szerint Tottola egy téli napon izgatottan rontott be a zeneszerzőhöz, és tudatta vele, hogy megoldotta a finálé problémáját. A zeneszám szokatlan hangnem váltásaival és a kórus megszólaltatásával elvonta még azoknak a figyelmét is, akik csak azért mentek el az előadásra, hogy a zárójeleneten szórakozzanak.

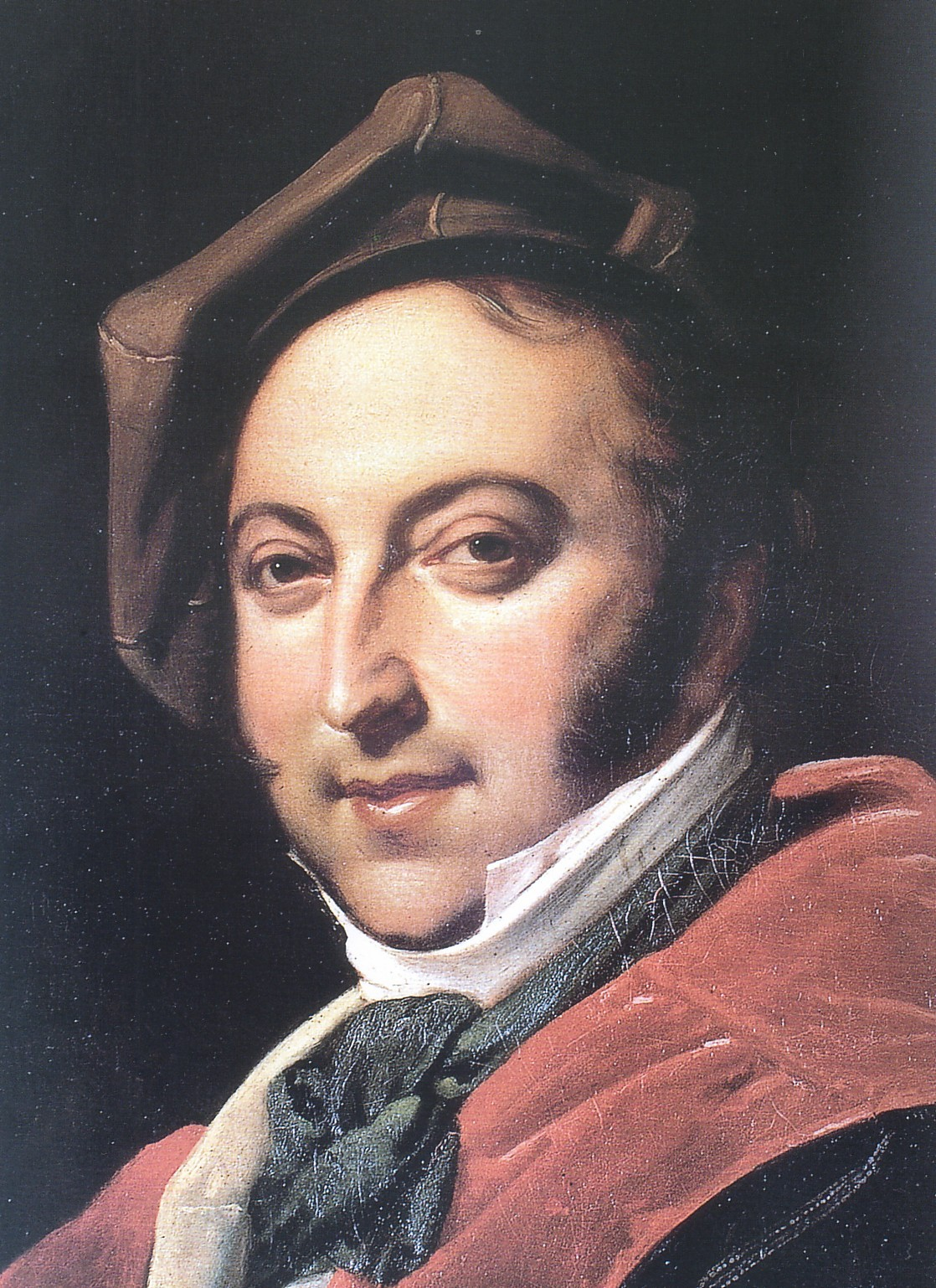
Fantázia-festmény Rossiniről

Az előadás után Rossini Pesaróba utazott, ahol időközben felépült a színház, és a helyiek ragaszkodtak ahhoz, hogy városuk nagy szülöttjének egyik operájával nyissák meg az épület kapuit. A választás végül A tolvaj szarkára esett. Az előadás nagy sikernek örvendett, de egy apró incidens mégis megzavarta. Pesaróban telepedett le a száműzött walesi hercegnő, Brunswick Karolina, akit sem a helyi nemesség, sem Rossini nem kedvelt. Amikor a hercegnő meghívta házába, a zeneszerző azzal mentette ki magát, hogy „bizonyos reumatikus fájdalmakat érez a hátában, és emiatt nem tud meghajolni úgy, ahogyan az etikett előírja”. A hercegnőt rendkívül feldühítette az eset, és amikor Rossini a következő évben ismét hazalátogatott, tüntetést szervezett ellene. Rögtön távozása után a helybéli akadémia rokonszenvét kimutatandó elhatározta, hogy márványszobrot emeltet a zeneszerzőnek az ülésteremben, híveit azonban a hercegnőt pártfogoló kormányzat sürgősen letartóztatta.
A pesarói események után Rossini megbetegedett, és csaknem bele is halt gégegyulladásába. Nápolyban halottnak is hitték két napig, amíg csak saját kezűleg írott levelében nem biztosította őket arról, hogy jól van. Nápolyba visszatérve két operát írt. A Ricciardo és Zoraida (Ricciardo e Zoraide) címűt 1818. december 3-án mutatták be, az Ermionét pedig 1819. március 27-én. Mindkettő bukás volt, egyik sem élt meg egy szezonnál többet. Közben eleget tett egy lisszaboni felkérésnek is: megírta Adina című operáját.
A Ermione bemutatója után Velencébe utazott, ahol a Teatro San Benedetto számára megírta az Edoardo e Cristinát, ami tulajdonképpen az Adelaide di Borgogna és a Ricciardo és Zoraida összedolgozása lett. Az 1819. április 24-ei bemutatón a közönség kedvezően fogadta. Zenéjét dicsérték, szövegkönyvét viszont fércmunkának tartották.
A sikertelenségek sorozatát, A tó asszonya (La donna del lago) című operával törte meg – ezt 1819. szeptember 24-én mutatták be a San Carlo operaházban, Nápolyban. A darab, különösképpen a fináléja, a Bárdok kara azonnal elnyerte a közönség tetszését. Ebben a műben nyilvánult meg először Rossini romantikus hajlama, a természet és tájfestés iránti érzék, vagyis azok a tulajdonságok, amelyek a Tell Vilmosban teljesednek majd ki.
Következő operáját, a Bianca és Fallierót 1819. december 26-án mutatták be a milánói La Scala operaházban. A korabeli vélekedés szerint (melyet a kritikusokon túl Stendhal is gerjesztett Rossini életéről írott művében) ez a mű sem tartozik Rossini dicséretre méltó darabjai közé, ezen is – állítólag – meglátszottak a kapkodás és gondatlanság jelei. Sikeres volt ugyan, de hamar feledésbe merült. A darabot sokkal később, a Rossini Opera Festival élesztette fel 1986-ban (Marilyn Horne, Katia Ricciarelli és mások közreműködésével), azóta többször előadták, és kiderült, hogy az elfeledett darab csodálatos zenét és nehéz, de gazdag szerepeket rejt.
1820 májusában új szövegkönyvet kapott Nápolyból. II. Mohamed (Maometto II) című operáját december 3-án mutatták be. Nápolyban nem aratott osztatlan sikert, és ebben része volt a politikai helyzetnek is, mivel Rossini támogatta a nápolyi Nemzeti Gárda törekvéseit a király megbuktatására. A darabot Milánóban és máshol Itáliában sokkal kedvezőbben fogadták: kiemelték zenéjének különös drámaiságát és lendületét.
A Matilde di Shabrant 1821. február 24-én mutatták be a római Teatro Apollóban, rengeteg baljós előjel után. Az eredetileg kijelölt nápolyi librettista olyan lassú és ügyetlen volt, hogy Rossini kénytelen volt Feretti segítségét kérni. Feretti időben el is készült a szövegkönyvvel, de a zeneszerzőnek így sem maradt elég ideje a komponálásra. Az előadást halasztották ugyan, de Rossini kénytelen volt megkérni Giovanni Pacinit, hogy segítsen neki a zeneszerzésben. Amikor ezt a színház impresszáriója megtudta, megtagadta Rossini kifizetését. A pénzt végül a bíróságon szerezte meg. A bemutató előtt néhány nappal a karmester szélütést kapott, és helyette az éppen Rómában tartózkodó Paganini lépett be – a legendák azt tartják, hogy nemcsak vezényelt, hanem a kürtszólókat is ő játszotta. Ilyen feltételek mellett az opera bukása várható volt, viszont ekkor kezdődött Paganini és Rossini nagy barátsága. A legendák szerint farsangkor a két barát elhatározta, hogy vak utcai énekesnek öltözik. Rossini rögtönözte a dallamot, és a leányruhába öltözött Paganini kísérte gitáron. A produkcióval hatalmas sikert arattak.
Az év végére Rossini visszatért Nápolyba, de nagyon keveset dolgozott. Következő operája az 1822. február 16-án bemutatott Zelmira, egy közepesen népszerű darab lett – a mű legnagyobb érdeme a gondos harmonizálás, ellenpontozás és hangszerelés volt.

### Házassága Isabella Colbrannal

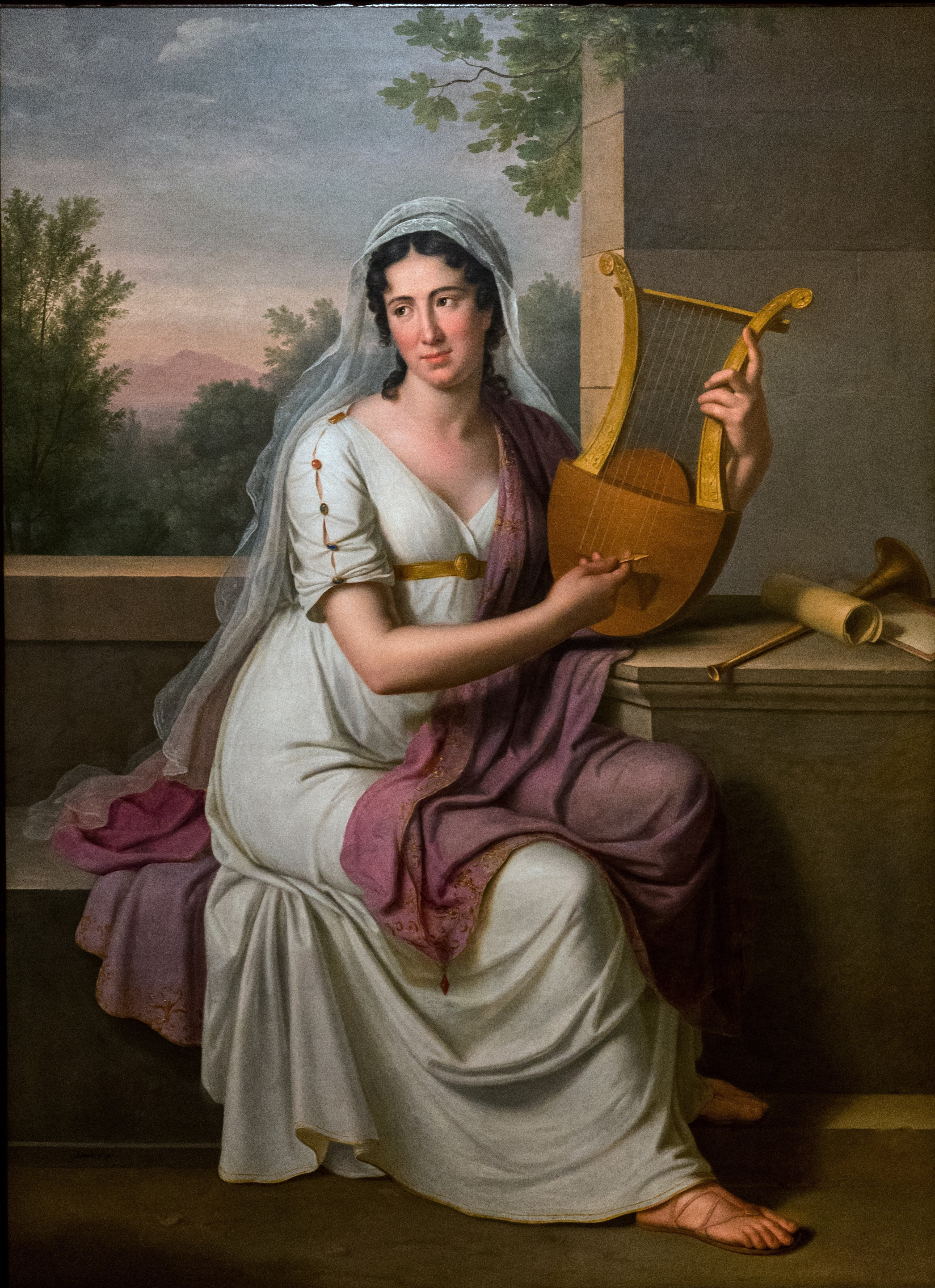
Isabella Colbran

A Zelmira utolsó előadása után Rossini elhagyta Nápolyt, és Bolognába utazott Isabella Colbrannal, akihez már jó ideje gyöngéd szálak fűzték. Elsősorban anyja unszolására úgy határozott, hogy törvényesíti kapcsolatukat, és 1822. március 16-án feleségül vette az énekesnőt. Barbaja, aki hosszú éveken át élt együtt a szopránnal, nem neheztelt rájuk, és miután Bécsbe szerződött, rendkívül jó körülmények között dolgozott együtt a fiatal párral. Egy üzleti vitájuktól eltekintve ők hárman végig barátságban maradtak egymással.
Az 1822-es esztendő további részét Rossini Bécsben töltötte, ahol találkozott többek között Carl Maria von Weberrel, operáinak egyik legmerevebb kritikusával.
Rossini azelőtt még nem járt külföldön, de híre és operái megelőzték, Bécsben számos művét előadták már. A közönség lelkesedését csak az ellenséges sajtó árnyékolta be: az osztrák újságírók féltek attól, hogy az olasz zeneszerző hírneve elhomályosítja Mozart és Haydn dicsőségét. De Rossininek barátai is akadtak, többek között Schubert, aki nyomatékos különbséget tett Rossini operái és a „bécsi fércművek között”, valamint Beethoven, aki nem egyszer úgy nyilatkozott, hogy „Rossiniből nagy zeneszerző lehetett volna, ha tanára legalább egyszer jól elveri”. Beethoven ugyanis csak a kortárs olasz operákat viselte el, és általában komolytalannak tartotta őket. Ugyancsak ő nyilatkozott ekképpen róla „bár zenéjét áthatja a kor frivol szelleme, tehetséges ember és kiváló melodista, aki könnyedén meg tud írni egy operát annyi hét alatt, amennyi évre egy németnek szüksége van egy hasonló darab komponálásához”. A zeneszerzők és muzsikusok megosztott véleményét azonban nem tükrözte a közönség, a város népe: Rossini művei nagy népszerűségnek örvendtek.
Érdekes színfoltja volt bécsi tartózkodásának találkozása Beethovennel. Az idős zeneszerző ekkor már teljesen süket volt, így Rossini csak papíron tudott kommunikálni vele.
Négy hónap bécsi tartózkodás után Rossini visszatért Itáliába, castenasói villájába. Egy pihenéssel töltött nyár után Metternich kancellár felkérte, hogy írjon egy kantátát a Szent Szövetség veronai kongresszusának megnyitójára. A művet december 22-én adták elő a veronai arénában. A legendák szerint Rossini mindvégig életéért rettegett, hiszen kénytelen volt egy hatalmas Concordia-szobor alatt dirigálni, de azt olyan rosszul illesztették talapzatára, hogy bármely pillanatban felborulhatott.

### Szemiramisz

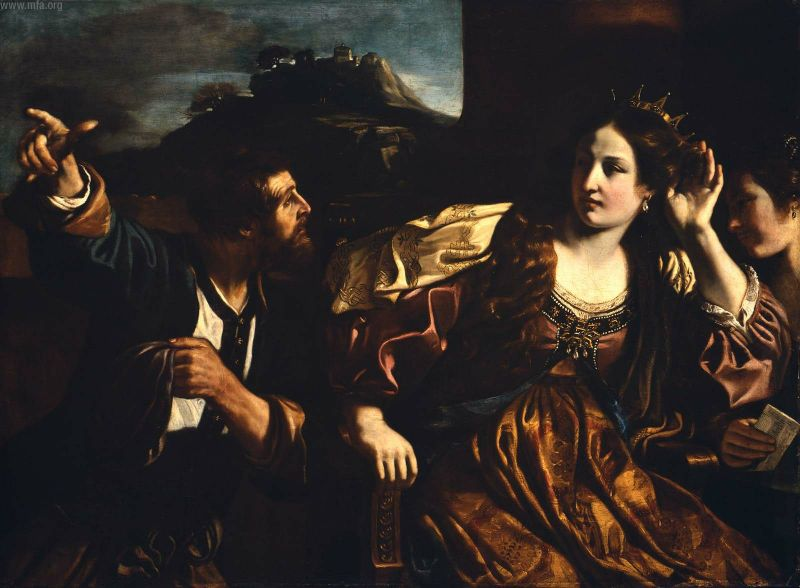
Szemiramisz ábrázolása Guercino egyik festményén

1822 decemberében Rossini visszatért Velencébe, mert a La Fenice egy újabb opera megírására kérte fel, de előtte még bemutatták a velencei társulat igényeihez alkalmazott II. Mohamedet. Az opera csúfosan megbukott, és a közönség már azt pletykálta, hogy a zeneszerző kifáradt és képtelen több zenét írni. E rágalmak tetejébe Colbran berekedt, és emiatt több előadást is le kellett mondania. Rossini minden tőle telhetőt megtett, hogy rácáfoljon a híresztelésekre, és harminchárom nap alatt megkomponálta következő operáját, a Semiramist. Az operát hatalmas sikerrel 1823. február 3-án mutatták be a La Fenice operaházban.
Zeneileg ez a darab Rossini egyik főműve. Míg vígoperái közül A sevillai borbéllyal érte el a csúcsot, az opera seria műfajában a Szemiramisz emelkedik ki messze operái közül. A következő néhány év alatt az opera meghódította egész Európát, sőt Dél-Amerikában és Mexikóban is a divatos zeneszerzők közé emelte Rossinit.

### Angliai közjáték
Egy nyugodt nyár után a King’s Theatre impresszáriója szerződtette a zeneszerzőt, ezért október 20-án Londonba utazott Colbrannal. Közben közel egy hónapot töltöttek Párizsban is (ahol nem jártak még). Rossini elment A sevillai borbély egyik előadására, és amikor belépett a világhírű Operába, a közönség hangos éljenzéssel fogadta, az előadás után pedig ablaka alatt a francia nemzeti gárda zenekara szerenádot adott tiszteletére. Az előadáson találkozott kortárs francia zeneszerzőkkel Auberrel, Boieldieu-vel és Hérolddal, valamint számos világhírű énekessel.
December 7-én indultak tovább Londonba. A hatnapos út valósággal idegösszeomlásba sodorta, hiszen nemcsak hogy megfázott, de megviselte az átkelés is a viharos Csatornán. Néhány napot Brightonban töltött, ahol IV. György király vendége volt, majd Londonba ment, ahol aláírt egy szerződést két operára. (Ezekből nem lett semmi, mert a King’s Theatre csődbe ment.) Néhányszor beugrott zongorázni A sevillai borbély, a Zelmira és a Szemiramisz előadásaira; az angol közönség lelkesen fogadta. Londonban írta meg az Il pianto delle Muse in morte di Lord Byron (A múzsák gyásza Lord Byron halálakor) című énekoktettjét. Szervezett két hangversenyt is, és ezek belépőiből komoly jövedelemre tett szert. Rossiniék 1824. július 26-án hagyták el a brit fővárost. György király nagyrabecsülésének végső jeleként megbízta Wellington herceget, szervezzen egy estélyt a zeneszerző tiszteletére, hogy még egyszer hallhassa őt zongorázni és énekelni. Rossini – bár nem tartotta sokra az angolok zenei képességeit – megkedvelte Londont, és őszintén becsülte az angolok vendégszeretetét és nagylelkűségét.

### Színházigazgató Párizsban

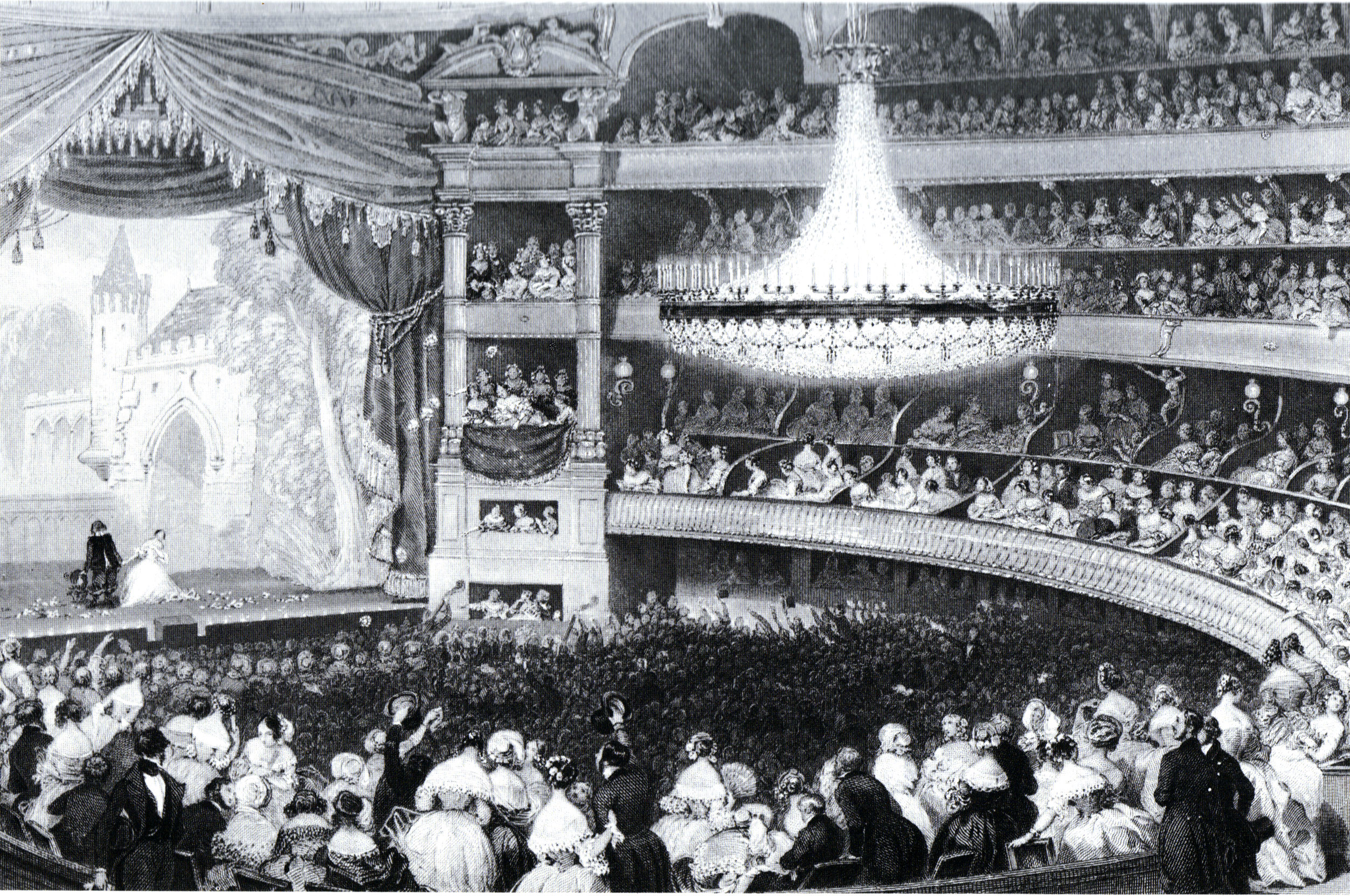
A Théâtre Italien 1840 körül

Még londoni tartózkodása alatt felkérték, hogy vállalja el a párizsi Théâtre-Italien igazgatói tisztjét. Mivel jó barátja volt a zeneszerző Praër, a színház akkori igazgatója, nem akart helyébe lépni, így alternatív megoldást javasolt a francia hatóságoknak: Praër maradjon az igazgató és tartsa meg fizetését, ő pedig a színház legfelső vezetője lesz. A Théâtre-Italien volt a legjelentősebb olyan franciaországi intézmény, amelyben a francia közönség megismerhette az itáliai komponisták műveit, színvonala azonban messze elmaradt a kívánalmaktól.
Rossini átszervezte az operát, repertoárjába felvette saját műveit is, amelyekre az igazgatóság addig nem fordított különösebb figyelmet. Az előadások színvonala ugyan javult, de a közönség hiányolta az újdonságokat. Az egyetlen olyan opera, amelyet Rossini a Théâtre-Italien számára írt, az A reimsi utazás (Il viaggio di Reims) volt. Ezt 1825. június 19-én, X. Károly megkoronázásának tiszteletére mutatták be. Mivel a művet erre a különleges alkalomra írta, csak négyszer adták elő. Az elveszettnek hitt alkotást az 1970-es években rekonstruálták, majd többször is előadták.
Rossini igazgatóságának egyik legnevezetesebb eseménye Meyerbeer Il crociato című operájának színre vitele volt; ennek próbáira meghívta a zeneszerzőt is. Az előadás nem utolsósorban Rossini lelkiismeretes munkájának köszönhetően átütő sikert hozott.
Párizsi tartózkodása alatt gyakran vádolták lustasággal, hiszen nagyon keveset komponált: az 1825-ben bemutatott Ivanhoe lényegében korábbi slágerszámainak gyűjteménye.
Rossinit végül a párizsi Nagyopera is felkérte egy darab írására. Ez ösztönzőleg hatott, hiszen a zeneszerző számára fontos volt egy siker a francia főváros vezető zenei intézményében. A párizsi követelményeknek megfelelően egy nagyoperát komponált Korinthosz ostroma (Le siège de Corinthe) címmel; ez tulajdonképpen a II. Mohamed francia változata. A darab elsőrendű zenéje hatalmas sikert aratott.
Nem egészen hat hónap múlva elkészítette a Mózes operája átdolgozását a Párizsi Opera számára, amelyet jelentősen ki is bővített és francia librettót kapott, így ez a változat a Moïse et Pharaon (Mózes és a fáraó) címet kapta. Ezt a darabot 1827. március 26-án mutatták be és jóval nagyobb sikere volt, mint elődjének, Balzac a darabot „monumentális zenei költeménynek” nevezte. Rossini azonban életében először nem tudott örülni a sikerének, hiszen február 20-án elhunyt az édesanyja. A temetés után Párizsba hívta egyedül maradt apját.
1828. augusztus 20-án szintén nagy sikerrel mutatták be következő operáját, a Ory grófját (Le comte Ory), amely zeneileg az egyik legjobban szerkesztett vígoperája. A műben érződik Offenbach hatása, akinek a Rossini csodálója volt.

### Tell Vilmos

A Tell Vilmos főszereplői: Gessler és Tell

Rossini volt a legnépszerűbb zeneszerző Párizsban, diadalai a legádázabb ellenzőit is elhallgattatták. A következő hónapokban kihasználta befolyását a francia királyi udvarnál, hogy az állam támogassa a Conservatoire-hangversenyeket, amiket a karmester Habeneckkel közösen hozott létre. Mivel ilyen jellegű tevékenységei hátráltatták a komponálásban, 1828 tavaszán elvonult egy Párizs melletti vidéki házba, hogy ott dolgozzon következő operáján, amelynek librettóját Eugène Scribe írta Schiller Tell Vilmos című színműve alapján. A zenét öt vagy hat hónap alatt írta meg úgy, hogy 1828 őszén már párizsi lakásán dolgozott a darab hangszerelésén. Egész Párizs izgatottan várta az operát: első olyan művét, amelyet kizárólag a francia közönségnek szánt.
Időközben Rossini tárgyalásokba kezdett a francia művelődési miniszterrel, mert úgy érezte, hogy párizsi egzisztenciája túlságosan is a miniszter jóindulatától függ. Megpróbálta rávenni a hatóságokat egy olyan, hosszú távú szerződésre, amelyben vállalta volna, hogy öt operát ír a következő tíz évben, és ezért évi 6000 frankot, valamint operánként további 15 000 frankot kért. A miniszter ellenezte az ötletet, mire Rossini válaszképpen leállította a Tell Vilmos próbáit. Végül a királyi udvar támogatásával mégis aláírták a szerződést, és ezután a próbákat is folytatták.
A Tell Vilmost 1829. augusztus 3-án mutatták be. Bár a muzsikusok és zenekritikusok vastapssal üdvözölték, a közönség elsősorban túlbonyolított librettója és szokatlan hossza miatt hidegen fogadta. A Tell Vilmos jelentőségét leginkább a kortárs zenészek lelkesedése mutatta. Fétis azt írta, hogy Rossini szinte a lehetetlent valósította meg azzal, hogy korábbi nagyszerű operái után is tudott még fejlődni. Bellini azt állította, hogy minden korabeli zenemű eltörpül a Tell Vilmos mellett. Az opera még Rossini legádázabb ellenségeit (például Berliozt) is elismerő nyilatkozatra késztette. A következő néhány évben a darabot Európa többi vezető operaházában is előadták, de Bécset kivéve mindenhol változtattak helyszínén és szereplőin a cenzúra nyomása miatt. Milánóban például William Wallace címen adták elő, és a svájci-osztrák konfliktus helyett az angol-skót viszonyról szólt. Bécsben engedélyezték ugyan, hogy eredeti formájában adják elő, de a közönség minden előadás után éljenezte az uralkodó Habsburgokat, nehogy a hatóságok úgy gondolják, megrendült a császári család iránti lojalitásuk. Mivel Párizsban fokozatosan lankadt a darab iránti érdeklődés, fokozatosan rövidítgették, míg végül csak felvonásonként adták elő. A legsikeresebb felvonás a második volt, amelynek erőteljes zenéje egy svájci pásztordallamra épült, és amely Wagner Rajna kincsének zárójelenetét vetíti elő, amelyben az istenek bevonulnak a Walhallába. Külön sikert aratott a nyitány, amely tulajdonképpen miniatűr szimfóniaként is felfogható. A bevezető rész titokzatos romantikája, a vihar, a harmadik rész pásztoridillje és a befejezés harcias energiája külön-külön is csodálatos. A nyitány rendkívüli népszerűsége az évek során homályba is borította magát az operát. Ezzel a művével Rossini kiérdemelte a francia Becsületrend nagykeresztjét.

### Utazások Európában és válása

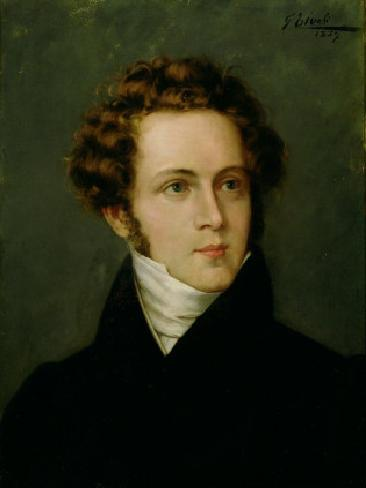
Rossini jóbarátja: Vincenzo Bellini

Tíz nappal a Tell Vilmos bemutatója után Rossini feleségével és apjával hazautazott Bolognába. Útjukat Milánóban megszakították, hogy megnézzék a fiatal zeneszerző, Vincenzo Bellini egyik operáját, A kalóz-t (Il pirata). Az őszt már castenasói birtokukon töltötték, mert Rossini igencsak rajongott a földesúri életért. Gyakran adott estélyeket, és ezeken feleségével együtt énekelt; ezek voltak a később Párizsban meghonosított „Rossini szombatok” előfutárai. Időközben esedékessé vált, hogy új darabot írjon a párizsi operának, de 1830. július végén kitört a forradalom, és X. Károlyt lemondatták. Rossini visszasietett a francia fővárosba, hogy pénzügyeit intézze, megérkezve azonban szerződését már felbontva találta, és pert kellett indítania, nehogy a nyugdíját is töröljék. Idejének további részét Párizsban töltötte, majd 1831 tavaszán Madridba utazott, hogy részt vegyen A sevillai borbély bemutatóján. A spanyol fővárosból visszautazott Párizsba, de 1832 májusában a kolerajárvány miatt Bayonne-ba költözött.
1832-ben Aix-les-Bains-ben megismerkedett egy Olympe Pélissier nevű kurtizánnal, akivel kezdettől jól megértették egymást. Rossini kedvelte a hölgy egyenes beszédét, gyakorlatias gondolkodását, és hogy törődött megrendült egészségével.
Eközben Rossini felesége, Isabella, Bolognában élt, immár kegyvesztetten. Házasságuk már kezdettől szerencsétlennek bizonyult, aminek oka részben az volt, hogy a zeneszerző befolyásos barátai nem kedvelték a művésznőt. A helyzetet rontotta, hogy Isabella állandóan veszekedett anyósával, Anna Rossinivel, aki szintén erősen hatott a zeneszerzőre. Az igazi konfliktusok Párizsban kezdődtek, ahol Isabella elkezdett nagy pénzben játszani, és hogy leplezze adósságait, férje nemtetszésével dacolva titokban énekleckéket adott. Amikor Rossini visszatért Párizsba, hogy érvényt szerezzen szerződésének, Isabellát Bolognában hagyta az öreg Vivazza felügyelete alatt, aki szintén nem kedvelte őt.
Párizsban Rossini a Stabat Matertől és néhány házi hangversenytől eltekintve egyáltalán nem írt zenét. Legfontosabb elfoglaltsága a hangversenyek szervezése volt, mert ezzel kereste a legtöbb pénzt. Heves természete miatt a legcsekélyebb kellemetlenség vagy bosszúság is végtelenül kimerítette, ezért orvosai pihenőt javasoltak számára, és azt ajánlották, hogy térjen vissza Bolognába. Rövidke, mindössze két hónapos pihenő után ismét visszatért a Szajna-parti városba, ahol 1835-ben megírt egy tizenkét dalból álló sorozatot. Idejének jelentős részében azonban a fiatal Bellini útját egyengette, akinek igen nagy jövőt jósolt. Besegített operája, A puritánok rendezésébe, a hatalmas sikert azonban beárnyékolta, hogy a mindössze harmincnégy éves Bellini a bemutató után néhány hónappal meghalt. Barátját még halála után is kisegítette: mivel a szóbeszéd szerint Bellini halálát méreg okozta, Rossini közbenjárt, hogy a holttestet felboncolják, és ezzel egyszer s mindenkorra véget vessenek a rosszindulatú híreszteléseknek.
1836-ban, miután megnyerte a francia állam ellen indított perét, Frankfurtba utazott, ahol a híres Rothschild bankárcsalád fogadásokat és hangversenyeket rendezett a tiszteletére. Itt ismerkedett meg személyesen Mendelssohnnal, akivel ugyan voltak korábban éles szóváltásai, mégis jó barátok lettek. Útközben rövid időre megpihent Belgiumban, ahol kipróbálta az Antwerpen és Brüsszel között közlekedő vonatot. A kísérlet igencsak balul sikerült: idegeit annyira megviselte az utazás, hogy utána napokig beteg volt. Soha többé nem ült vonatra.
1836 őszén visszatért Bolognába, ahol rendezte ügyeit feleségével, Isabellával. Válásukat ugyan csak egy évvel később mondták ki hivatalosan, de a gyakorlatban már ekkor szakítottak. Isabella haláláig jó viszonyban maradt a férjével, sőt egyszer meghívta ebédre Olympe Pélissier-t is, amikor ő Rossini nyomatékos sürgetésére átköltözött Párizsból Bolognába.

### Betegsége és depressziója
Rossini nagyon korán – mindössze 36 évesen – visszavonult az operakomponálástól, és ez egyedülálló jelenség volt. Bár sokan megkísérelték válaszra bírni, de Rossini nem óhajtott erről a témáról beszélni.
Visszavonulásának több oka is volt. Már a Tell Vilmos bemutatója előtt beszélt arról, hogy kimerültnek érzi magát, nyugalomra vágyik. Ezt ráadásul tetőzte pereskedése a francia állammal. Egészsége is megromlott: nemi betegségéből (gonorrhea) eredő vizelési zavaroktól szenvedett, korán megkopaszodott és fogait is elhullatta. Idegállapotának gyengeségét mutatja, hogy elájult a belgiumi vonatúton. Mindemellett szakmailag is csalódott: a Tell Vilmost bukásként könyvelte el, ráadásul nagy ellenszenvet érzett Meyerbeer iránt, mert úgy érezte, hogy az ő operáit túlzottan előnyben részesítik a párizsi operaházban.

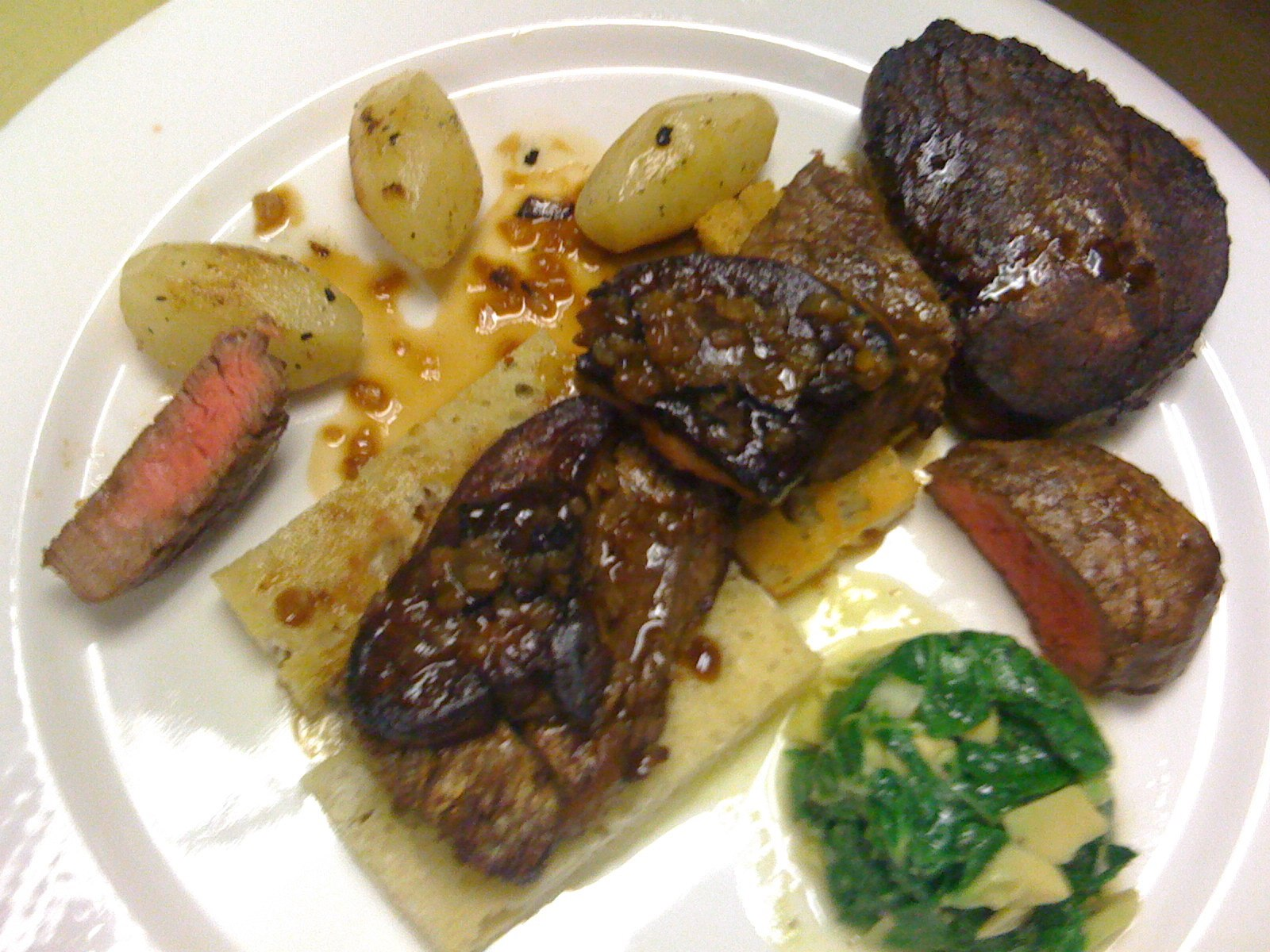
Tournedos à la Rossini

Depressziójának kialakulásában állítólag lustasága is közrejátszott. Az anekdoták szerint ágyban fekve komponált, és élete virágjában visszavonult, hogy a társasági élet és az asztal örömeit élvezhesse. Rossinit rengeteget ócsárolták amiatt, hogy mértéktelenül eszik-iszik, lényegében azonban igen kényes ízlése volt, és nagy örömét lelte étel- és főleg borkülönlegességek kipróbálásában. A libamájpástétom iránti gyengéjére emlékeztet a híres „tournedos à la Rossini”. Lustaságát azonban egyetlen dolog igazolja, mégpedig az, hogy túl sokat „kölcsönzött magától”. Igaz ugyan, hogy abban a korban ez mindennapos gyakorlat volt, Rossininek azonban sikerült ezt a végletekig kifejlesztenie.

### Bolognai igazgatói évek

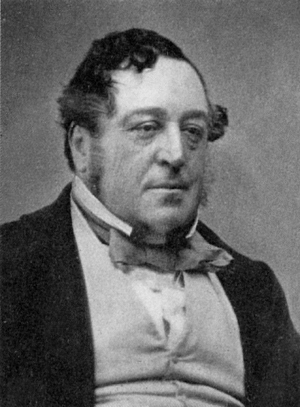
Rossini 1855-ben

1837 novemberében Rossini arra kényszerült, hogy rövid ideig Párizsba költözzön Olympe-pal, mert a bolognai kardinálisok nem nézték jó szemmel viszonyukat: furcsa látványosság volt, hogy egyazon utcán Rossini az egyik házban lakott, Olympe egy másikban, Isabella pedig egy harmadikban. Miután 1838 tavaszán leégett a párizsi Théâtre-Italien, amelynek egyik lakásában a zeneszerző is lakott, és mivel nem kívánt máshova költözni, visszatért az olasz városba, ahol a Liceo Musicalét vezető bizottság felkérte, hogy fogadja el az „örökös tiszteletbeli elnök” címet.
Rossini nyugodt napjait apjának 1839 tavaszán bekövetkezett halála zavarta meg. Ez csak súlyosbította depresszióját, hiszen Vivazzát csaknem annyira szerette, mint anyját. Orvosai tanácsára néhány hónapot Nápolyban töltött barátja, Barbaja posillipói villájában.
1840 januárjában javult annyira egészségi állapota, hogy ismét komolyan foglalkozhatott a Liceo Musicale ügyeivel. Az az elérhetetlen vágy fűtötte, hogy a Bolognát a zene Athénjévé változtassa, és emiatt megreformálta a tananyagot, megkísérelte, bár sikertelenül, megnyerni Mercadantét, majd Donizettit a zeneszerzés tanszék professzorának. Különös figyelmet szentelt az énektanításnak, olyannyira, hogy néhány vokalizáló gyakorlatot is írt a növendékeknek.
Időközben sikerült befejeznie a Stabat Matert, amit hatalmas sikerrel mutattak be Párizsban 1842. március 18-án. Karmesternek Donizettit kérte fel, ő maga pedig tartózkodott attól, hogy kiálljon a színpadra, és megköszönje a közönség tapsait.
1843-ban vesebántalmai komolyra fordultak, és kénytelen volt sebészhez fordulni. Májusban visszatért Párizsba, ahol egy sebészorvos felügyelete alatt szeptemberig kemény kúrának vetette alá magát, és a világtól teljesen elzárkózva élt Olympe-pal.
Felépülése után folytatta tevékenységét a Liceo Musicaléban. 1843 októberében meghallgatta Verdi Nabuccóját, amit a városi színházban adtak elő, és nemtetszését fejezte ki az olasz zenei színpad újszerű törekvései iránt.
E korszak két fontos eseménye volt még Isabella Colbran halála, valamint Rossini és Olympe esküvője. 1845 augusztusának közepén értesült Colbran súlyos betegségéről és meglátogatta őt castenasói házában. Az énekesnő október 7-én halt meg. Halálhíre visszahozta Rossini minden búskomorságát, amit csak egy évvel későbbi, 1846. augusztus 16-i házasságkötése enyhített. A házassági ceremóniát szűk körben tartották. Rossini ekkor ötvennégy éves volt, a felesége negyvenhét.

### A forradalom szele
Az 1848-as itáliai változások rengeteg kellemetlenséget okoztak Rossininek, hiszen ő és a hozzá hasonló tehetősebb polgárok kevesebb hévvel válaszoltak a forradalmi változásokra, mint azt a tömegek megkívánták. A városban fösvénységéről és lagymatagságáról pletykáltak, hiszen négy lova közül mindössze kettőt ajándékozott a felkelőknek, és erről úgy tartották, hogy egy ilyen gazdag zeneszerzőtől elenyésző támogatás. A botrány 1848. április 27-én tört ki, amikor Rossini házának erkélyéről üdvözölte a városba érkező szicíliai önkénteseket, néhány, a vendégseregbe keveredett helybéli hazafi pedig kifütyülte és „gazdag reakciósnak” titulálta. A mélyen megbántott Rossini nyomban visszavonult, és még másnap Firenzébe utazott Olympe-pal. Néhány hónap alatt elvitette legértékesebb ingóságait, majd 1850-ben eladta bolognai házát.
A bolognai hazafiakat nagyon megdöbbentette Rossini távozása, és vezetőjük, Ugo Bassi atya április 29-én Rossini házának erkélyéről dorgálta meg mindazokat, akik részt vettek az incidensben, sőt, levélben arra kérte a zeneszerzőt, hogy térjen vissza. Rossini felesége gyenge egészségi állapotára hivatkozva, udvarias levélben utasította vissza a kérést. Ehelyett Inno della pace (A béke himnusza) címmel írt egy himnuszt a forradalmároknak.
A firenzeiek nagyon örültek Rossini letelepedésének, és még a toszkánai nagyherceg is igyekezett a kedvében járni. Egészségi állapota azonban az 1852-es év végétől egyre rosszabbra fordult. Barátai közül sokan úgy vélték, hogy megőrült, hiszen hallucinációk gyötörték: állandóan arról beszélt, hogy csődbe jutott, és könyöradományokat kéregetett barátaitól. Hosszú heteket töltött Montecatini és Lucca fürdőhelyein, majd 1855. április 26-án feleségével és orvosával Párizsba indult.

### Utolsó évei

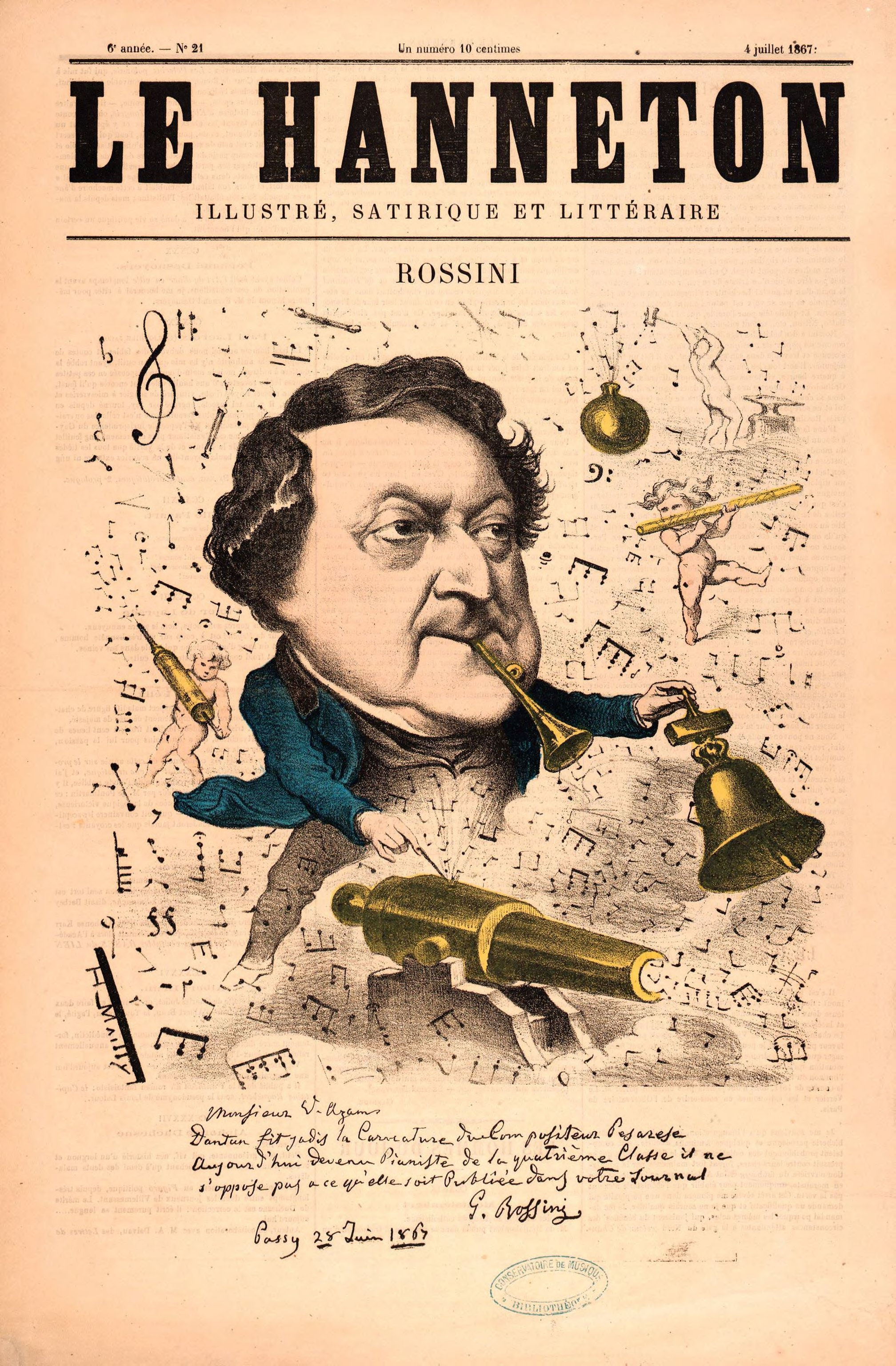
Rossini-karikatúra 1867-ből

Visszatérésének híre élénk érdeklődést és elégedettséget váltott ki Párizsban. Az újságok megteltek a Rossinit dicsőítő cikkekkel, lakásánál a leghíresebb orvosok tolongtak, hogy segítsenek a súlyosan beteg zeneszerzőn. Olympe szigorú és hajthatatlan felügyelete mellett Rossini felépült, de látása meggyengült, alig tudott járni, és a beszéd is nehezére esett. Több látogatót is fogadott, többek között Verdit, aki A szicíliai vecsernye bemutatójára érkezett a francia fővárosba. Egészségi állapotát javították az 1856-os kúrák Wildbad, Kissingen és Baden-Baden fürdőiben, ettől lassan visszatért életkedve is. Ennek legfőbb bizonyítéka, hogy feleségének egy füzetnyi új kompozíciót ajándékozott névnapjára. A füzet címe: Musique anidone (Fájdalomcsillapító zene).
Visszatérésének fő jelei a Soirées Musicales (Rossini-esték) szervezése volt; ezekre 186 kisebb, eredeti dalt komponált Péchés de vieillesse (Öregkori vétkek) összefoglaló címmel. E szombati találkozók furcsa jellegzetessége az volt, hogy maga Rossini sosem tartózkodott a szalonban, hacsak nem vett részt maga is a művek előadásában. Az ebédlőben maradt, és a nyitott ajtón keresztül hallgatta a zenét, miközben beszélgetett látogatóival, mint például a fiatal milánói komponistával Arrigo Boitóval, aki miatta utazott Párizsba. Ezeken az estéken ismerkedett meg Arthur Sullivan fiatal komponistával és Georges Bizet-vel, aki abban az időben lett Párizs nagy kedvence.

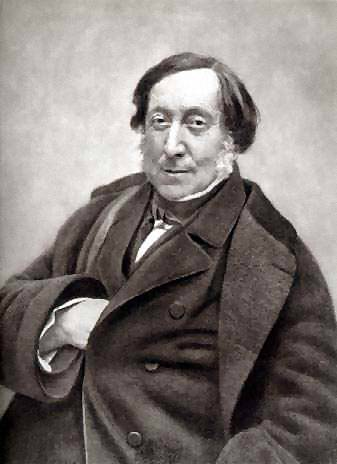
Rossini 1868-ban (Nadar)

Az igazi meglepetés Richard Wagner látogatása volt; ő 1860 márciusában érkezett a francia fővárosba, hogy az operaházban megkísérelje színre vinni operáját, a Tannhäuser-t. A legendák szerint Wagner különösen ideges volt, amikor először találkozott az olasz zeneszerzővel, mert a francia sajtóban felbukkant egy hír, hogy művei egyáltalán nincsenek Rossini kedvére, mert hiányolja belőlük a dallamot. Mindez kacsának bizonyult: Rossini és Wagner melegen összebarátkozott, bár soha többé nem látták egymást. A találkozó után Wagner bevallotta, hogy „Rossinit egészen másnak találta, mint ahogy elképzelte, meglepte természetessége, egyszerűsége és komolysága”.
1859-ben Rossini és Olympe Passyba, Párizs egyik külvárosába költözött egy hatalmas, nagy kerttel körülvett villába. Rossini itt elsősorban jótékonysági hangversenyekre írt rövid zeneszámokat; így született meg 1861-ben a Les Chant des Titans (A titánok éneke), majd a La Nuit de Noël (Karácsonyéj). E korszak legkiemelkedőbb alkotása a Petit Messe Solenelle (Kis ünnepi mise), amit először 1864. március 14-én adtak elő. Sikerének ékes bizonyítéka, hogy az előadás után legádázabb ellenfele, Meyerbeer is gratulált a zeneszerzőnek.
Rossinit felkérték, hogy írjon egy művet az 1862-es londoni világkiállítás nagyszabású koncertjére, amin Európa négy vezető nagyhatalma közös zenei kompozícióval állt a nagyközönség elé. Franciaországot Auber képviselte, Poroszországot Meyerbeer, Angliát Sterndale Bennett, Olaszországot pedig Rossini képviselte volna, ő azonban betegsége miatt visszautasította a kérést, így a választás Verdire esett. Az 1867-es párizsi világkiállításra azonban elfogadta a felkérést, és egy III. Napóleonnak ajánlott, kórusra és zenekarra írt mamutkompozícióval rukkolt elő.
Rossini egészségi állapota 1867 novemberében újra megingott, krónikus légcsőhurut gyötörte. Orvosai teljes nyugalmat rendeltek neki, és megtiltották, hogy felépüléséig beszéljen, nehogy megsértse légcsövét. Hamar felépült ugyan, de a légcsőhurut 1868 őszén visszatért, mégpedig olyan súlyos formában, hogy az orvosok nem engedhették el Passyból. Rövid időn belül a végbelében keletkezett tályog miatt már az ágyából sem tudott felkelni. A doktorok gyengesége és szívműködési zavarai miatt félve ugyan, de november 3-án megműtötték. Hamarosan vérmérgezést kapott.
Attól kezdve, hogy Párizsban elterjedt Rossini súlyos betegségének a híre, több százan mentek Passyba, hogy bejegyezzék nevüket a vendégkönyvbe. A Párizsban tartózkodó pápai nuncius is meglátogatta, és feladta neki az utolsó kenetet.
1868. november 13-án, pénteken halt meg, este tizenegy órakor.

### Végrendelete
Rossinit 1868. november 21-én helyezték örök nyugalomra a párizsi Père-Lachaise temetőben, közel Cherubinihez, Chopinhez és barátjához, Bellinihez. A gyászmisét a Trinité templomban tartották meg, mert az eredetileg kijelölt Madeleine-templom kicsinynek bizonyult. Európa nagyobb városaiban megemlékező előadásokat tartottak, Londonban például egy háromezer tagú ének- és zenekar adta elő tiszteletére a Stabat Mater-t. 1870-ben Pesaróban emlékünnepséget szerveztek halálának első évfordulójára, és felkérték Verdit egy rekviem komponálására. A terv Verdi és a helyi karmester, Mariani konfliktusa miatt füstbe ment.
Végrendeletében vagyonának nagy részét eredetileg a bolognai Liceo Musicaléra akarta hagyni, de végül egy pesarói zeneiskola megalapítását támogatta vele. Pénzt hagyott egy Párizsban, az idős énekesek és muzsikusok számára építendő öregotthonnak is. A passyi villát – jelentős évjáradékkal – feleségére hagyta. Azt kívánta, hogy hamvait a firenzei Santa Croce templomban helyezzék örök nyugalomra Galileo Galilei, Michelangelo Buonarroti és Niccolò Machiavelli mellett. A döntés joga a végrendelet szerint feleségét illette, és ő bele is egyezett azzal a feltétellel, hogy majd őt is férje mellé temessék. Az olasz kormány elutasította ezt a kérését. Olympe végül így is hozzájárult a hamvak átszállításához, de azokat csak 1887-ben vitték át Firenzébe.

## Öröksége
Rossini hírnevét elsősorban számos vígoperájának (opera buffa) köszönheti, amelyekkel követte a Mozart által elindított irányvonalat: ennek elsődleges célja a közönség szórakoztatása volt a könnyed zene és a lehetetlen, vidám szituációk bemutatásának ötvözésével. Ugyanakkor ő volt az, aki operáiban a hangsúlyt a szép, technikailag tökéletes dallamformálásra helyezte, ezzel a bel canto egyik úttörőjének számít. Kései operái, különösképpen a Tell Vilmos már a francia nagyopera (grand opéra) hagyományait követve születtek meg, hangsúllyal a nagyfokú zeneiségen és a fontos történelmi események bemutatásán. Legismertebb és leggyakrabban játszott operája A sevillai borbély, amelynek leghíresebb áriáját (Largo factotum) gyakran használják filmek, tévéműsorok, rádióműsorok betétdalaként. Szintén nagy népszerűségnek örvend a Tell Vilmos nyitánya, annak ellenére, hogy magát az operát ritkán adják elő. Zenéje hatással volt Bellini, Verdi és számos más zeneszerző munkásságára. Nevét viseli a pesarói zenekonzervatórium.

## Művei
Operáinak hangvételét a könnyedség jellemzi, az utókor vérbeli vígoperaszerzőként tartja számon. Számára a zene inkább a siker, mint a metafizikai tartalom miatt volt fontos, de ez nem azt jelenti, hogy ne írt volna remekműveket. Humora, elapadhatatlan dallaminvenciója és biztos formaérzéke soha nem hagyta el Rossinit. Operanyitányai önálló darabokként is megállják a helyüket, többnyire nem is kapcsolódnak szorosan a műhöz, inkább a közönség és a zenészek „bemelegítésére” szolgálnak, és ebben a funkciójukban felülmúlhatatlanok.
Hosszú évtizedek pangása után új lendületet adott az olasz dalműnek. Stílusának legérdekesebb oldala a ritmus rendkívüli változatossága, a gyors tempójú áriák, a virtuóz dallamkezelés. Az ékítmények pontos kiírásával azonban elejét veszi az önkényeskedő, rögtönző sztárkultusznak.
Szigorú kritikusai nem látnak benne mást, mint a napóleoni háborúkból ocsúdó Európa nagy mulattatóját. Persze ez is hozzátartozott szerepéhez, de a nagyobb hangsúly mégis azon van, hogy egy új olasz virágzás alapjait vetette meg.
Rossini gyakran átvett részleteket saját korábbi műveiből, de néha más zeneszerzőktől is – legtöbbször a szorító határidő miatt, Rossini sosem csinált problémát a plagizálásból. Ezt akkoriban más zeneszerzők is megtették, például Bellini vagy Verdi is, de kétségtelenül Rossinire volt a legjellemzőbb. A sevillai borbély híres nyitánya eredetileg az Aureliano Palmürában című operához készült, innen kis módosítással átkerült az Angliai Erzsébet-be és végül A sevillai borbély-ba. Az Ivanhoe-t nagyrészt korábbi műveiből (Hamupipőke, Bianca és Faliero, Armida, Aureliano Palmürában, Torvaldo és Dorliska, Tankréd, Szemiramisz) „ollózta össze”, a jeleneteket más környezetbe helyezve és áthangszerelve. Volt egy süteményes üvege, amiben a zenei ötleteket gyűjtötte. Ha éppen nem volt munkája, vagy bármikor, ha volt egy kis szabadideje, írt egy nyitányt, amit később felhasznált az operáiban. Ezért van az, hogy nyitányai zeneileg nem kapcsolódnak szorosan a darabhoz, olyan motívumokat is használt, amik a darabban később egyáltalán nem jelennek meg.
Sokat emlegetett hiúsága sohasem fajult önimádattá; az a Rossini, akinek bécsi kultusza méltán elkeserítette Beethovent, Bach és Beethoven művészetének nagy tisztelője volt. Az a pongyolaságában is lebilincselő, sziporkázó színpadi szellem, az az elfogulatlan, spontán zeneiség, mely operáit jellemzi, közvetlenül a nagy olasz opera tradíciójából ered, és ha Rossini párizsi operáiban a francia hősi opera kosztümjeit ölti is magára, lényegében változatlanul olasz koncepció. Ennek a szellemnek, nevezetesen az opera buffa tradíciójának épp Rossini az utolsó nagy képviselője. Fejlődése útján örömmel ragadott meg minden kínálkozó formai reformot (az Otello például az első opera, mely a secco recitativót teljesen mellőzte), de az operatípusok megadott kereteit sohasem törte át s például a virtuóz, de drámaiatlan koloratúrszerepek terén egyenesen új iskolát teremtett. Nyitányai korszakos állomást jelentenek a briliáns, heterogén elemeket sokszor pot-pourriszerűen, de sokszor zseniális költői egységben összefogó hangversenynyitány területén.

### Operák
| Címe magyarul              | Címe eredeti nyelven             | Felvonások száma | Szövegkönyvíró                                | Alapmű                                                                                  | Ősbemutató                                        |
| A házassági kötelezvény    | La cambiale di matrimonio        | 1                | Gaetano Rossi                                 | Giuseppe Checcherini: Il matrimonio per lettera di cambio                               | Velence, 1810. november 3.                        |
| Különös félreértés         | L'equivoco stravagante           | 2                | Gaetano Gasbarri                              | —                                                                                       | Bologna, 1811. október 26.                        |
| Szerencsés tévedés         | L'inganno felice                 | 1                | Giuseppe Foppa                                | Giuseppe Palomba librettója alapján, mely Paisiello számára készült                     | Velence, 1812. január 8.                          |
| Kürosz Babilóniában        | Ciro in Babilonia                | 2                | Francesco Aventi                              | —                                                                                       | Ferrara, 1812. március 14.                        |
| A selyemlétra              | La scala di seta                 | 1                | Giuseppe Foppa                                | —                                                                                       | Velence, 1812. május 9.                           |
| Démétriusz és Polübiosz    | Demetrio e Polibio               | 2                | Vincenzina Viganò-Mombelli                    | —                                                                                       | Róma, 1812. május 8.                              |
| A szerelem próbája         | La pietra del paragone           | 2                | Luigi Romanelli                               | —                                                                                       | Milánó, 1812. szeptember 26.                      |
| Az alkalom szüli a tolvajt | L'occasione fa il ladro          | 1                | Luigi Prividali,                              | Eugen Scribe Le prétendu par hazard, ou L’occasion fait le larron című színműve alapján | Velence, 1812. november 24.                       |
| Bruschino úr               | Il signor Bruschino              | 1                | Giuseppe Foppa                                | Alissan de Chazet Le fils par hasard, ou ruse et folie című színműve alapján            | Velence, 1813. január 27.                         |
| Tankréd                    | Tancredi                         | 2                | Gaetano Rossi                                 | Voltaire Tancrede című színműve alapján                                                 | Velence, 1813. február 6.                         |
| Olasz nő Algírban          | L'italiana in Algeri             | 2                | Angelo Anelli                                 | —                                                                                       | Velence, 1813. május 22.                          |
| Aurelianus Palmürában      | Aureliano in Palmira             | 2                | Giovanni Francesco Romanelli                  | Gaetano Sertor librettója alapján, melyet Anfossi számára írt                           | Milánó, 1813. december 26.                        |
| A török Itáliában          | Il turco in Italia               | 2                | Felice Romani.                                | Caterino Mazzolà librettója alapján, melyet Seydelmann számára írt                      | Milánó, 1814. augusztus 14.                       |
| Sigismondo                 | Sigismondo                       | 2                | Giuseppe Maria Foppa                          | —                                                                                       | Velence, 1814. december 26.                       |
| Angliai Erzsébet           | Elisabetta, regina d'Inghilterra | 2                | Giovanni Schmidt                              | Carlo Federici: The Page of Leicester című színműve alapján                             | Nápoly, 1815. október 4.                          |
| Torvaldo és Dorliska       | Torvaldo e Dorliska              | 2                | Cesare Sterbini                               | Jean-Baptiste Louvet de Couvrai színműve alapján                                        | Róma, 1815. december 26.                          |
| A sevillai borbély         | Il barbiere di Siviglia          | 2                | Cesare Sterbini                               | Beaumarchais színműve alapján                                                           | Róma, 1816. február 20.                           |
| Az újság                   | La gazzetta                      | 2                | Giuseppe Palomba                              | Carlo Goldoni Il matrimonio per concorso című színműve alapján                          | Nápoly, 1816. szeptember 26.                      |
| Otello                     | Otello                           | 3                | Francesco Maria Berio di Salsi                | Shakespeare azonos című színműve alapján                                                | Nápoly, 1816. december 4.                         |
| Hamupipőke                 | La cenerentola                   | 2                | Jacopo Ferretti                               | —                                                                                       | Róma, 1817. január 25.                            |
| A tolvaj szarka            | La gazza ladra                   | 2                | Giovanni Gherardini                           | JMT Badouin d'Aubigny és Louis-Charles Caigniez La pie voleuse című színműve alapján    | Milánó, 1817. május 31.                           |
| Armida                     | Armida                           | 2                | Giovanni Schmidt                              | Torquato Tasso Gerusalemme liberata című műve alapján                                   | Nápoly, 1817. november 11.                        |
| Adelaide di Borgogna       | Adelaide di Borgogna             | 2                | Giovanni Schmidt                              | —                                                                                       | Róma, 1817. december 27.                          |
| Mózes                      | Mosè in Egitto                   | 3                | Andrea Leone Tottola                          | Francesco Ringhieri L'Osiride című színműve alapján                                     | Nápoly, 1818. március 5.                          |
| Adina                      | Adina                            | 2                | —                                             | —                                                                                       | Lisszabon, 1826. június 12. (komponálta 1818-ban) |
| Ricciardo és Zoraida       | Ricciardo e Zoraide              | 2                | Francesco Berio de Salsa                      | Niccolò Forteguerri eposza alapján                                                      | Nápoly, 1818. december 3.                         |
| Ermione                    | Ermione                          | 2                | Andrea Leone Tottola                          | Jean Racine Andromaque című drámája alapján                                             | Nápoly, 1819. március 27.                         |
| Eduardo és Cristina        | Edoardo e Cristina               | 2                | Andrea Leone Tottola                          | Giovanni Schmidt korábbi librettója alapján                                             | Velence, 1819. április 24.                        |
| A tó asszonya              | La donna del lago                | 2                | Andrea Leone Tottola                          | Walter Scott eposza után                                                                | Nápoly, 1819. szeptember 24.                      |
| Bianca és Falliero         | Bianca e Falliero                | 2                | Felice Romani                                 | Antoine-Vincent Arnault Les Vénitiens, ou Blanche et Montcassin című darabja alapján    | Milánó, 1819. december 26.                        |
| II. Mohamed                | Maometto II                      | 2                | Cesare della Valle                            | Cesare de la Valle Anna Erizo című színműve alapján                                     | Nápoly, 1820. december 3.                         |
| Matilde di Shabran         | Matilde di Shabran               | 2                | Jacopo Ferretti                               | François-Benoît Hoffman Euphrosine című szövegkönyve alapján                            | Róma, 1821. február 24.                           |
| Zelmira                    | Zelmira                          | 2                | Andrea Leone Tottola                          | De Belloy Zelmire című színműve alapján                                                 | Nápoly, 1822. február 16.                         |
| Szemiramisz                | Semiramide                       | 2                | Gaetano Rossi                                 | Voltaire azonos című drámája alapján                                                    | Velence, 1823. február 3.                         |
| A reimsi utazás            | Il viaggio di Reims              | 2                | Luigi Balocchi                                | Anne Louise Germaine de Staël Corinne, ou L'Italie című színműve alapján                | Párizs, 1825. június 19.                          |
| Korinthosz ostroma         | La siege du Corinth              | 3                | Luigi Balocchi                                | a Maometto II átdolgozása                                                               | Párizs, 1826. október 9.                          |
| Mózes és a fáraó           | Moïse et Pharaon                 | 3                | Luigi Balocchi, Victor-Joseph Étienne de Jouy | a Mosè in Egitto átdolgozása                                                            | Párizs, 1827. március 27.                         |
| Ory grófja                 | La comte Ory                     | 2                | Eugene Scribe                                 | —                                                                                       | Párizs, 1828. augusztus 20.                       |
| Tell Vilmos                | Guillaume Tell                   | 4                | Etienne de Jouy és Hippolyte Bis              | Schiller azonos című drámája alapján                                                    | Párizs, 1829. augusztus 3.                        |

### Kantáták
- Il pianto d'armonia sulla morte di Orfeo - 1808
- La morte di Didone - 1811
- Dalle quete e pallid'ombre - 1812
- Egle ed Irene - 1814
- L'aurora - 1815
- Le nozze di Teti e di Peleo (Rossini)

### Zenekari művek
- Sei sonate a quattro (1804)
- Sinfonia "al conventello" (1806)
- Cinque duets pour cor (1806)
- Sinfonia (1808)
- Sinfonia (1809)
- Sinfonia "obbligata a contrabasso" (1807-1810)
- Variazzioni di clarinetto (1809)
- Andante e tema con variazioni (1812)
- Andante e tema con variazioni per arpa e violino (1820)
- Passo doppio (1822)
- Valse (1823)
- Serenata (1823)
- Duetto per Violoncello e Contrabasso (1824)
- Rendez-vous de chasse (1828)
- Fantaisie (1829)
- Trois marches militaires (1837)
- Scherzo (1843)
- Tema originale di Rossini variato per violino da Giovacchino Giovacchini (1845)
- Marcia (1852)
- Thème de Rossini suivi de deux variations et coda par Moscheles père (1860)
- La corona d'Italia (1868)

### Egyházi zene
- Quoniam - 1813
- Messa di gloria - 1820
- Preghiera - 1820
- Tantum ergo - 1824
- Stabat Mater - 1832, átdolgozva 1841-ben
- Trois choeurs religieux - 1844
- Tantum ergo - 1847
- O salutaris hostia - 1857
- Laus deo - 1861
- Petite Messe Solennelle - 1864, átdolgozva 1867-ben

### Világi zene
- Se il vuol la molinara (1801)
- Dolce aurette che spirate (1810)
- La mia pace io già perdei (1812)
- Qual voce, quai note (1813)
- Alla voce della gloria (1813)
- Amore mi assisti (1814)
- Il trovatore (1818)
- Il carnevale di Venezia (1821)
- Belta crudele (1821)
- La pastorella (1821)
- Canzonetta spagnuola (1821)
- Infelice ch'io son (1821)
- Addio ai viennesi (1822)
- Dall'oriente l'astro del giorno (1824)
- Ridiamo, cantiamo, che tutto sen va (1824)
- In giorno si bello (1824)
- Tre quartetti da camera (1827)
- Les adieux à Rome (1827)
- Orage et beau temps (1829/30)
- La passeggiata (1831)
- La dichiarazione (1834)
- Les soirées musicales (1830-1835)
- Deux nocturnes: 1. adieu a l'Italie, 2. le départ (1836)
- Nizza (1836)
- L'âme délaissée (1844)
- Francesca da Rimini (1848)
- Mi lagnero tacendo (1858)
- Péchés de vieillesse, részei:

– Vol I Album italiano
– Vol II Album français
– Vol III Morceaux réservés
– Vol IV Quatre hors d’œuvres et quatre mendiants
– Vol V Album pour les enfants adolescents
– Vol VI Album pour les enfants dégourdis
– Vol VII Album de chaumière
– Vol VIII Album de château
– Vol IX Album pour piano, violon, violoncello, harmonium et cor
– Vol X Miscellanée pour piano
– Vol XI Miscellanée de musique vocale
– Vol XII Quelques riens pour album
– Vol XIII Musique anodine

## Lejátszható felvételek
Tell Vilmos: Nyitány: 
Crucifixus (Enrico Caruso előadásában): 
La Danza (Enrico Caruso előadásában): 
Domine Deus (Enrico Caruso előadásában): 